# Fighting Irish de Notre Dame (football américain)
Pour le club omnisports, voir Fighting Irish de Notre Dame.
Stade
Maillots
Champion 1924, 1939, 1930, 1943, 1946, 1947, 1949, 1966, 1973, 1977, 1988
Saison en cours

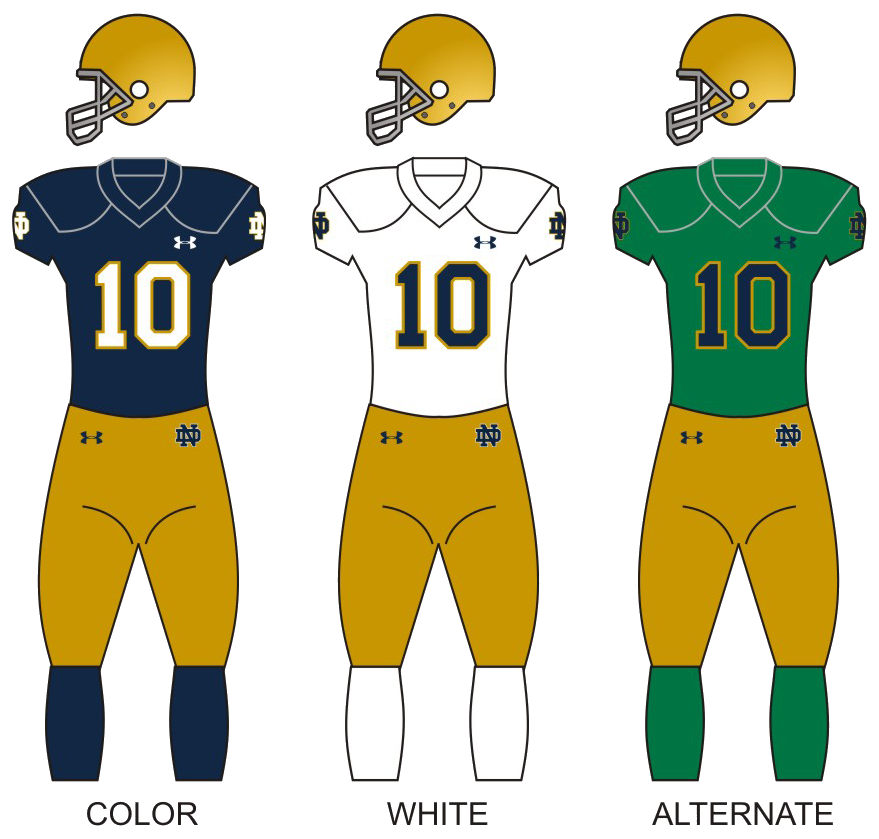
Uniformes

L'équipe de football américain du Fighting Irish de Notre Dame représente l'Université Notre-Dame-du-Lac située à Notre Dame dans l'Indiana. Marcus Freeman en est l'entraîneur actuel.
L'équipe évolue au Notre Dame Stadium situé sur le campus. Il a une capacité de 77 622 spectateurs.
Notre Dame est une des sept écoles évoluant en 2022 comme équipe indépendante au sein de la Division 1 FBS de la NCAA. L'Université Notre-Dame-du-Lac est cependant membre de l'Atlantic Coast Conference (à l'exception de ses programmes de football américain et de hockey sur glace) ce qui induit que son équipe de football doit jouer annuellement 5 matchs contre des membres de cette conférence (et rencontrer l'ensemble des équipes de l'ACC sur une période de 3 ans maximum).
Considéré comme l'un des programmes les plus victorieux et les plus emblématiques du sport universitaire américain, les Fighting Irish détiennent le plus haut pourcentage de victoires parmi les programmes de football universitaire. Ils ont remporté 13 titres nationaux reconnus par la NCAA soit le second palmarès des équipes FBS depuis la création de la NCAA. Sept joueurs de Notre Dame ont gagné le Trophée Heisman et le programme de football a produit 97 joueurs consensus All-Americans, 33 joueurs unanimes All-Americans et 50 membres du College Football Hall of Fame, ce qui constitue dans chaque cas un record NCAA. Avec 486 joueurs sélectionnés, Notre Dame est la deuxième équipe (après USC) en nombre de joueurs choisis lors des drafts de la NFL.
Tous les matchs à domicile de Notre Dame sont retransmis depuis 1991 sur la chaîne nationale Notre Dame on NBC. C'est la seule école à avoir un contrat télévisuel national individuel,. C'est aussi la seule équipe indépendante qui faisait partie de la coalition du Bowl Championship Series (et le système du BCS National Championship Game), ce qui lui garantissait certains revenus. L'équipe possède aussi un des plus grands nombre de supporters de football américain et qui plus est très largement répandu. Ces facteurs font que Notre Dame est un des programmes de football américain le plus financièrement viable du pays, ce qui leur permet de conserver son indépendance et de ne pas s'affilier à une conférence,.

## Histoire

### Le début de l'histoire (1887–1917)

La mascotte
The Leprechaun
(en français : Le Lutin)

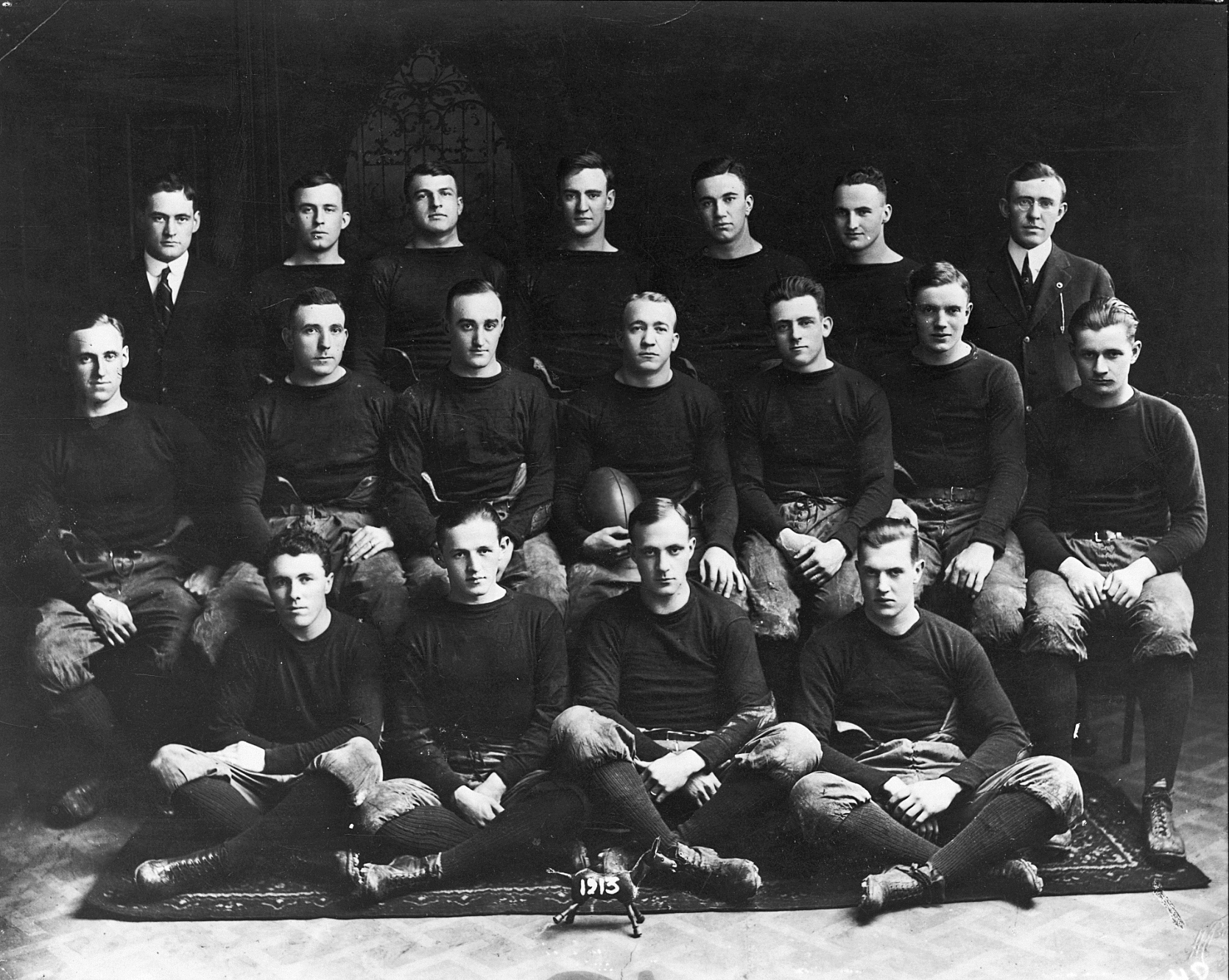
L'équipe de 1913 avec le capitaine Knute Rockne tenant le ballon

Le football américain n'eut pas des débuts prometteurs au sein de l'université Notre Dame. Lors de leur tout premier match organisé le 23 novembre 1887, ils perdent sur le score de 8 à rien contre les Wolverines du Michigan. Leur première victoire ne surviendra que lors du dernier match de la saison 1888 (victoire 20 à rien contre les Prep d'Harvard) affichant un bilan pour la saison d'1 victoire pour 3 défaites (toutes trois encourues contre Michigan pour un total combiné de 9 points inscrits pour et 43 encaissés).
Entre 1887 et 1889, Notre Dame compile un total de 31 victoires, 15 défaites et 4 nuls contre divers opposants de valeur très inégales (autres universités ou écoles secondaires).
En 1908, la victoire contre l'équipe de Franklin verra le premier touchdown marqué, de l'histoire de Notre Dame, à la passe. Il fut inscrit par OE Fay Wood (en).
Notre Dame continue avec succès au début du nouveau siècle et obtient leur première victoire sur Michigan en 1909 sur le score de 11 à 3.
À la suite de cette défaite, Michigan refusera de jouer à nouveau contre Notre Dame et ce pendant une durée de 33 années. En fin de la saison 1912, l'équipe affiche un bilan général de 108 victoires, 31 défaites et 13 nuls.
Jesse Harper (en) devient l'entraîneur principal en 1913 et le restera jusqu'à sa retraite en 1917. Pendant cette période, Notre Dame ne jouera plus que des matchs interuniversitaires pour un bilan de 34 victoires, 5 défaites et 1 nul. Cette période marque aussi le début de la rivalité avec l'Army et la continuité de celle avec Michigan State.

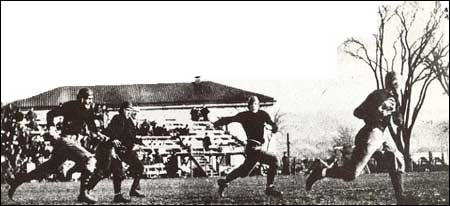
Rockne courant pour un touchdown contre l'Army en 1913.

En 1913, Notre Dame va aider à révolutionner le football américain. Dans un premier temps, Harper programme des rencontres contre certaines des plus grosses cylindrées que sont Texas, Penn State et Army. Le 1er novembre 1913, l'équipe de Notre Dame écrase les Black Knights en déplacement à West Point sur le score de 35 à 13. Emmenés par le quarterback Charles Gus Dorais et le Tight End Knute Rockne (qui deviendra bientôt une légende), l'attaque de Notre Dame se révèle extrêmement puissante au jeu de course mais aussi grâce à un jeu de passes vers l'avant très longues de Dorais vers Rockne et lancées vers le fond du terrain. Cette rencontre est considérée comme celle qui a inventé la passe en avant. Avant, les receveurs s'arrêtaient et attendaient que le ballon ne leur parvienne mais lors de ce match, Dorais lançait le ballon dans la foulée de Rockne, celui-ci étant toujours en mouvement. Le jeu de passe qui auparavant était très peu utilisé va devenir une stratégie dominante telle qu'on la connait aujourd'hui.

### L'ère Knute Rockne (1918–1930)

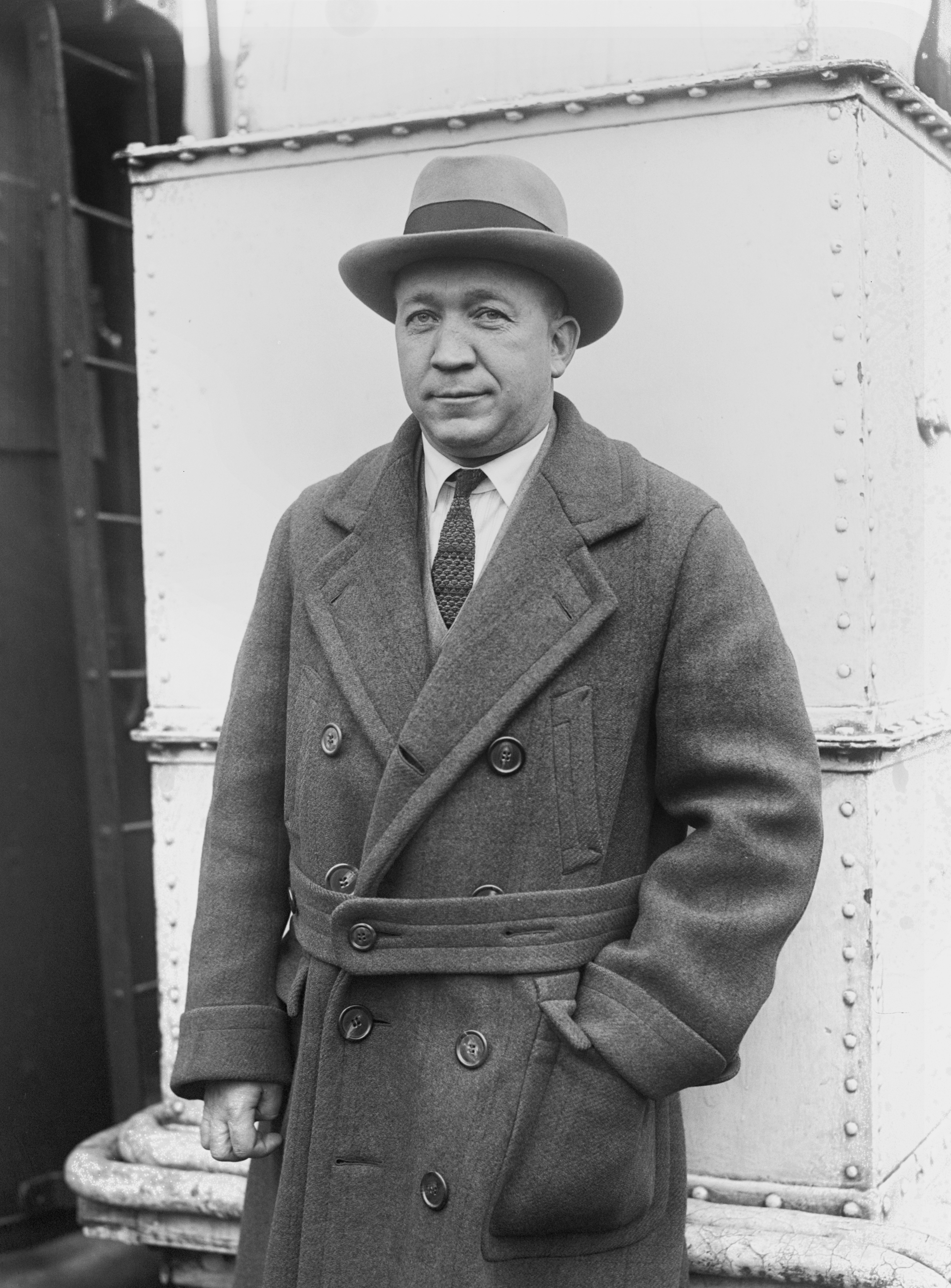
L'entraîneur Rockne.

Knute Rockne devient entraîneur principal en 1918.
Sous Rockne, les Irish afficheront un bilan de 105 victoires, 12 défaites, et 5 nuls.
Au cours des 13 années avec cet entraîneur, ils gagneront 3 titres de champion national, seront invaincus lors de 5 saisons, gagneront le Rose Bowl de 1925, et révéleront des joueurs tels que George Gipp et les Four Horsemen.
Au terme de sa carrière d'entraîneur principal de Notre Dame, Rockne détiendra pour des décennies le plus haut pourcentage de victoire d'une équipe phare de la Division I NCAA FBS (0,881 ou 88,1 %).
L'attaque de Rockne utilisera la tactique dite de la Notre Dame Box (7-2-2) (5 hommes de ligne + 1 tight end de chaque côté, juste derrière le quarterback et 1 running back et encore plus en arrière 1 fullback et 1 tailback) et sa défense utilisera un schéma 7-2-2 (7 joueurs de lignes, 2 linebacker et 2 safety).
Rockne reprend l'équipe affaiblie par les années de guerre en 1918. Il aura un bilan de 3 victoires 1 défaite (chez les Aggies du Michigan et 2 nuls. Son premier match comme entraîneur se termine le 28 septembre 1918 par une victoire à Cleveland 26 à 6 contre les Spartans de Case Western Reserve. L'arrière (backfield) était composé de Leonard Bahan (en), de George Gipp (en), et de Curly Lambeau. Avec Gipp, Rockne avait un gestionnaire idéal de la passe en avant,.

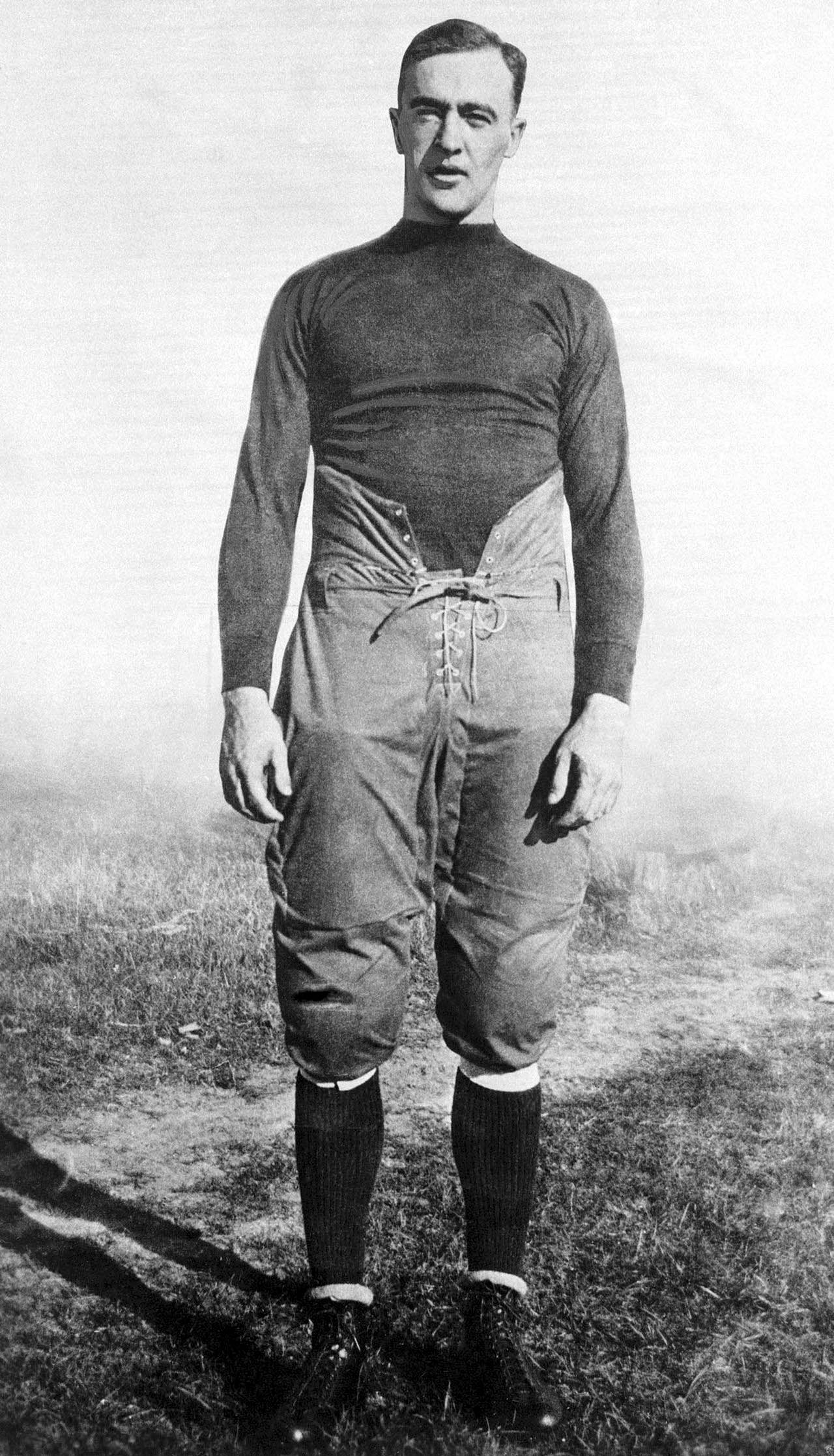
George Gipp dit The Gipper.

L'équipe était gérée de la ligne par Rockne et l'arrière par Gus Dorais (en). L'équipe sera invaincue et obtiendra le titre de champion national.
Gipp décède le 14 décembre 1920, juste deux semaines après qu'il a été élu le tout premier joueur All-American de l'histoire de Notre Dame par Walter Camp. Gipp avait probablement contracté une angine streptococcique) et une pneumonie alors qu'il donnait des cours de football après son dernier match, le 28 novembre, contre l'Université Northwestern. Les antibiotiques n'étant pas disponibles dans les années 1920, le traitement pour de telles infections était très limité et la maladie se révélait mortelle même pour de jeunes gens pourtant en très bonne santé. Ce serait de son lit d'hôpital qu'il aurait délivré ce message à Rockne Win just one for the Gipper (« Gagnes en juste un pour le Gipper » en anglais),,

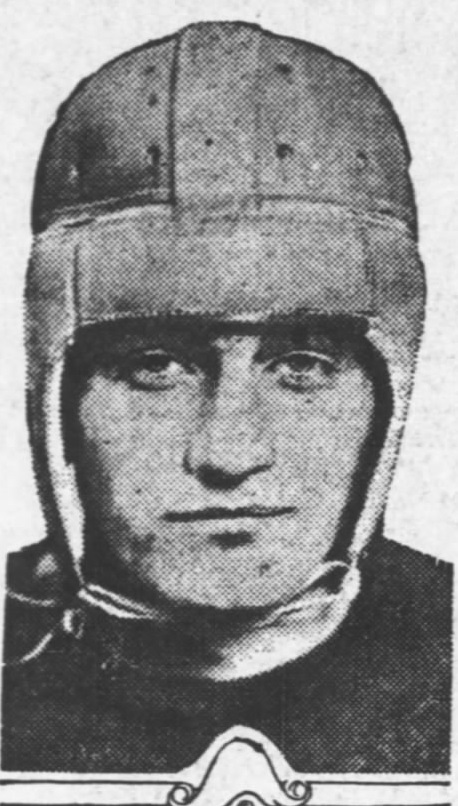
Roger Kiley.

QB John Mohardt (en) emmène l'équipe de 1921 pour un bilan en fin de saison de 10 victoires pour 1 seule défaite, compilant 781 yards à la course et 995 yards à la passe, inscrivant 12 TDs à la course et 9 à la passe. Grantland Rice a écrit que Mohardt could throw the ball to within a foot or two of any given space (« Morhard peut lancer le ballon vers n'importe quel espace laissé libre avec une précision d'un ou 2 pieds » en anglais). Il notait que l'équipe 1921 de Notre Dame était la première équipe qui bâtissait son attaque sur le jeu de passes vers l'avant, plutôt que de l'utiliser comme une simple aide au jeu de course. Mohardt disposait pour recevoir ses passes de deux tight end performants : Eddie Anderson (en) et Roger Kiley (en).
L'équipe 1924 de Notre Dame (champion national) est composée entre autres des arrières surnommés les Four Horsemen soit Harry Stuhldreher (en), Don Miller (en), Jim Crowley (en), et Elmer Layden (en). Cette ligne était aussi surnommée les Seven Mules (« Sept Mules » en anglais). Les Irish terminent la saison invaincus (10 victoires) et remportent le Rose Bowl 1925 contre les Cardinal de Stanford.
L'équipe de 1926 bat l'Army grâce à un touchdown de half back Christie Flanagan (en). Malgré tous ses succès, Rockne a commis cette année là ce que l'Associated Press a appelé la plus grosse bourde de l'histoire des entraîneurs de football américain. En effet, au lieu de diriger son équipe qui jouait contre Carnegie Tech, Rockne se rend à Chicago pour assister au match Army-Navy. Il devait d'une part écrire un article pour les journaux et d'autre part devait effectuer une sélection de joueurs pour l'équipe All-American. Carnegie Tech profitera de son absence pour gagner le match 19 à rien. Cette défaite, empêchera Notre Dame de disputer le titre national.
En 1928, Notre Dame perd contre les tenants du titre, les Golden Tornado de Georgia Tech. I sat at Grant Field and saw a magnificent Notre Dame team suddenly recoil before the furious pounding of one man Peter Pund (en) (« J'étais assis au Grant Field et j'ai vu une magnifique équipe de Notre Dame qui a subitement du reculer face aux coups de boutoir furieux d'un homme, Peter Pund » en anglais) déclara Rockne. Nobody could stop him. I counted 20 scoring plays that this man ruined (« Personne ne pouvait l'arrêter. J'ai comptabilisé 20 actions où nous aurions pu scorer que cet homme a toutes ruinées » en anglais).
Parmi les événements qui se sont produits sous l'ère de l'entraîneur Rockne, rien n'est resté aussi célèbre que les paroles de Gipp :
L'Army est invaincue et semble favorite pour la rencontre l'opposant à Notre Dame, cette dernière affichant le pire début de saison sous les ordres de Rockne (4 victoires pour 2 défaites). À la fin de la première mi-temps, l'Army mène et semble avoir la mainmise sur le match. Rockne entre alors dans le vestiaire de Notre Dame et se met à raconter les dernières paroles de Gipp :
| "I've got to go, Rock. It's all right. I'm not afraid. Some time, Rock, when the team is up against it When things are going wrong and the breaks are beating the boys, Tell them to go in there with all they've got and win just one for the Gipper. I don't know where I'll be then, Rock. But I'll know about it, and I'll be happy." | "Je dois y aller, Rock. Tout va bien. Je n'ai pas peur. Parfois, Rock, quand tout ira contre l'équipe, Quand les choses iront mal et que les garçons seront abattus aux pauses, Dis-leur d'y aller avec tout ce qu'ils ont dans les tripes et de gagner juste une fois pour le Gipper. Je ne sais pas où je serai alors, Rock. Mais je le saurai et ça me rendra heureux." |

Le discours tenu par leur entraîneur fit son effet puisque Notre Dame gagna le match 12 à 6.
L'équipe de 1930 emmenée par l'halfback Marchmont Schwartz (en) gagne le titre de champion national. Rockne dirigera son dernier match le 14 décembre 1930, à New York City, lors d'un match de gala opposant une sélection All-Star de Notre Dame aux Giants de New York. Le match était caritatif et a levé des fonds pour le Comité de secours du Maire de New York venant en aide aux chômeurs et aux nécessiteux de la ville. 50.000 fans sont allés voir la retour des "Four Horsemen" ainsi que les autres meilleurs joueurs de Notre Dame sélectionnés par Rockne affrontant des professionnels.
Rockne, âgé de 43 ans, décède dans un accident d'avion (crash de la TWA 599) survenu au Kansas le 31 mars 1931 alors qu'il allait donner son aide à la production du film The Spirit of Notre Dame. Le site de l'accident situé dans une région du Kansas dénommée Flint Hills possède maintenant un mémorial qui lui est décerné.

### Anderson et Layden (1931–1940)
À travers les reportages radiophonique pendant l'âge d'or de la radio, Notre Dame gagne un public national composé essentiellement de catholiques qui deviennent fans qu'ils aient fréquenté ou pas l'université.
Heartley "Hunk" Anderson (en) devient entraîneur des Irish et les mène à un record de 16 victoires, neuf défaites et deux nuls. Anderson était un ancien joueur de Notre Dame et avait évolué sous les ordres de Rockne. Il était entraîneur adjoint au moment de la mort de Rockne.
Anderson démissionne de son poste en 1934 et est remplacé par Elmer Layden (en), qui était l'un des «Four Horsemen» de Rockne dans les années 1920. Après avoir obtenu son graduat, Layden a joué au football professionnel pendant un an, puis a commencé une carrière d'entraîneur. Pendant ses 7 années d'entraîneur à Notre Dame, il obtient un bilan global de 47 victoires, 13 défaites et trois nuls. C'est le meilleur bilan de tous les entraîneurs de Notre Dame qui ne gagneront pas de titre de champion national. Il quitte Notre-Dame après la saison 1940 pour devenir commissaire de la NFL.

### L'ère Frank Leahy (1941–1953)
Frank Leahy (en) est engagé par Notre Dame en remplacement de Layden en 1941. Il est également un ancien joueur de Nore Dame ayant évolué sous Rockne. Après avoir obtenu son graduat, Leahy a été entraîneur adjoint pour diverses positions comme entraîneur des hommes de ligne chez les Rams de Fordham ce qui permit à cette équipe de gagner presque tous ses matchs (seulement 2 défaites) entre 1935 et 1937. Il entraine ensuite les Eagles de Boston College et gagne avec eux le Sugar Bowl de 1941 ainsi que le titre de champion national (titre partagé avec Minnesota).

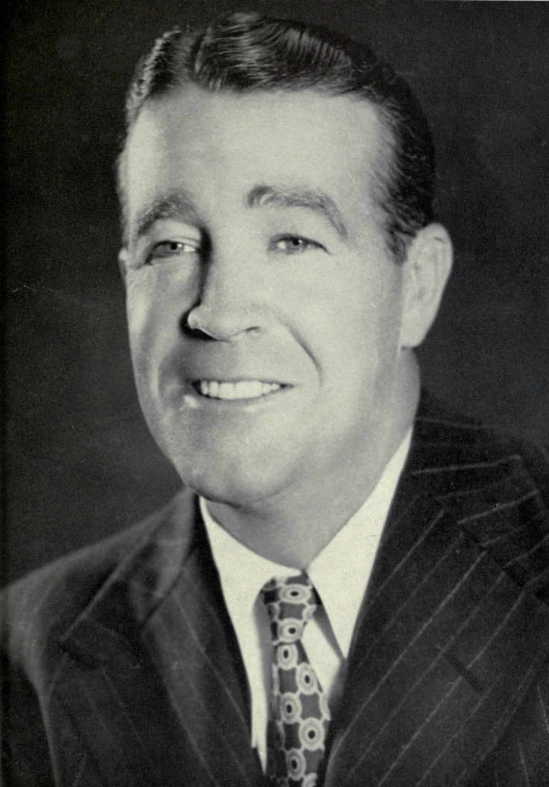
L'entraîneur Leahy

Son arrivée à Notre Dame va coïncider avec un renouveau de l'équipe et Leahy sera considéré comme un entraîneur à succès dans l'histoire du football universitaire.
Leahy entrainera Notre Dame pendant 11 ans de 1941 à 1943 et de 1946 à 1953. Comme entraîneur universitaire, il obtiendra le second meilleur pourcentage de victoires de l'histoire (.864) derrière Rockne. Il obtiendra avec les Irish 87 victoires pour 11 défaites et 9 nuls (y compris une série de 39 matchs sans défaites, 37 victoires et 2 nuls), 4 titres de champion national, et 6 saisons sans aucune défaite. En 1953, il ne gagne pas un 6e titre à cause d'un match nul contre les Hawkeyes de l'Iowa. Ce match fera un petit scandale à l'époque car il apparaitra que certains joueurs de Notre Dame auront feint être blessé pour arrêter le chrono.
Leahy prend sa retraite en 1954 à la suite de problèmes de santé. Lors du match contre les Yellow Jackets de Georgia Tech en 1953, Leahy tombe malade en cours de match. Il perd même connaissance en 1er mi-temps. La situation devient tellement critique qu'un prêtre est même appelé afin de lui donner les derniers sacrements. Cependant, Leahy récupère mais on diagnostique qu'il souffre de tension nerveuse et de pancréatite.
En 1944 et 1945, Leahy a servi dans la U.S. Navy qu'il quitte honorablement avec le grade de capitaine.
En 1944 Edward McKeever (en), l'entraîneur adjoint de Leahy's, devient entraîneur intérimaire de Notre Dame. Il gagnera 8 matchs et en perd 2. McKeever devient en 1945 l'entraîneur principal des Big Red de Cornell.et il est remplacé par Hugh Devore (en). La saison 1945 se solde pour les Irish avec un bilan de 7 victoires, 2 défaites et 1 nul.

### L'ère Terry Brennan (1954–1958)
La retraite de Leahy entrainera une forte diminution des performances de Notre Dame
Terry Brennan (en) est engagé comme entraîneur principal en 1954. Il restera jusqu'en 1958.
Il obtient un bilan de 32 victoires pour 18 défaites, les 32 victoires étant acquises en 1954 et 1955. Pour 1956 et 1957 le bilan ne sera que de 15 victoires pour autant de défaites. Brennan avait joué sous les ordres de Leahy et avant de devenir entraîneur principal à Notre Dame, il avait été entraîneur de l'école secondaire de Mount Carmel à Chicago et ensuite entraîneur des freshman de Notre Dame. À l'issue de ses deux premières saisons, les Irish seront respectivement classés #4 et #9. Sa réputation va commencer à palir nettement lors de la saison 1956 où il deviendra l'un des entraîneurs de Notre dame à avoir obtenu le pire bilan dans l'histoire de l'équipe puisqu'il termine la saison avec seulement 2 victoires (ce bilan inclut des défaites contre les Spartans de Michigan State, les Sooners de l'Oklahoma et les Hawkeyes de l'Iowa). La seule éclaircie de la saison viendra du joueur Paul Hornung qui gagnera le Trophée Heisman. Celui-ci deviendra une légende chez les Packers de Green Bay en NFL. À ce jour, Hornung est le seul joueur d'une équipe ayant un bilan de saison négatif à avoir remporté le Trophée Heisman.
La saison suivante les Irish se reprennent et obtiennent un bilan final positif de 7 victoires pour 3 défaites. Ils mettront fin à la série de 47 victoires consécutives de l'équipe des Sooners de l'Oklahoma (record toujours valable).
Lors de la dernière saison de Brennan, le bilan sera de 6 victoires pour 4 défaites. Brennan est viré à la mi décembre.
Il est quand même à signaler que pendant le mandat de Brennan, le football universitaire ne pouvait plus attribuer de bourse d'études à ses joueurs ce qui a conduit l'administration de Notre Dame a ne plus considérer son équipe de football américain comme importante, empêchant de ce fait la constitution d'un noyau de bonne qualité et de bonne profondeur.

### Kuharich et Devore (1959–1963)
Joe Kuharich (en) remplace Brennan en 1959, et pendant ses 4 années comme entraîneur des Irish, n'obtient que 17 victoires pour 23 défaites. Il finit ses 4 saisons avec un bilan chaque fois négatif (moins de 50 % de victoire).
À nouveau, il est fait appel à Hugh Devore toujours présent dans l'organigramme de Notre Dame, mais celui-ci ne gagne que 2 matchs sur 9 en 1963.

### L'ère Ara Parseghian (1964–1974)

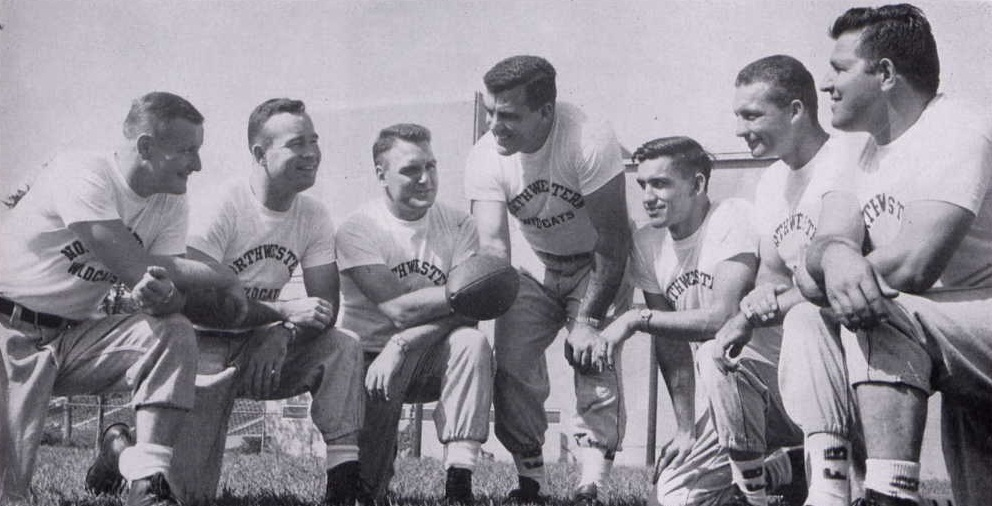
Parseghian (4e) alors entraîneur de Northwestern

Ara Parseghian était un ancien joueur universitaire des Redhawks de Miami jusque 1947 et entraîneur principal de cette équipe en 1951 après avoir transité comme joueur pendant 2 ans chez les Browns de Cleveland. En 1956 il part entraîner les Wildcats de Northwestern où il reste 8 ans.
En 1964, il est engagé pour remplacer Devore et de suite il rend son lustre aux Fighting Irish. Leur niveau sera comparable à celui connu sous les ères Rockne et Leahy. Ces trois entraîneurs affichent tous une moyenne de victoires supérieure à 80 % lors de leurs passages à Notre Dame (Rockne 88.1 %, Jeahy 86.4 % et Parseghian 83.6 %).
L'équipe dirigée par Parseghian obtiendra toujours par saison au moins 7 victoires et pas plus de 2 défaites en saison régulière.
Lors de sa première année, il affiche un bilan de 9-1 ce qui lui vaut d'être élu entraîneur de l'année, entre autres par, l'American Football Coaches Association, la Football Writers Association, et le Sporting News. Il fera même la couverture du magazine Time. Il sera de nouveau élu par diverses entités comme entraîneur de l'année en 1966 et 1973. Il sera admis au College Football Hall of Fame en 1980.
C'est également sous l'ère de Parseghian, en 1969, que Notre Dame lèvera son boycot des bowls, boycot ayant duré plus de quarante ans. Ils affronteront le 1er janvier 1970, les #1 Longhorns du Texas lors du Cotton Bowl Classic (défaite 21-17 lors des dernières minutes d'un match très disputé).
L'année suivante, l'équipe de Parseghian (9-1) mettra fin à la série de 30 victoires consécutives des Longhorns du Texas (record de la Southwest Conference) en les battant 24-11 lors du Cotton Bowl Classic joué le 1er janvier 1971.
Pendant ses 11 années à la tête de l'équipe, les Irish compileront un bilan de 95 victoires pour 17 défaites et 4 nuls, remportant 2 titres de champion national, ainsi que le MacArthur Bowl en 1964. Ils seront invaincus lors des saisons 1966 et 1973, remporteront 3 bowl majeurs sur 5 apparitions et remporteront un Trophée Heisman.
En 1971, Cliff Brown (en) deviendra le 1er quarterback afro-américain à commencer un match pour Notre Dame.
Parseghian est obligé de prendre sa retraite après la saison 1974 pour raisons médicales.

### L'ère Dan Devine (1975–1980)
Dan Devine remplace Parseghian en 1975. Devine était déjà un entraîneur à succès ayant entre autres dirigé les Sun Devils d'Arizona State, les Tigers du Missouri, et les Packers de Green Bay. Devine était déjà candidat à Notre Dame lorsque, en 1964, Ara Parseghian fut engagé. Il accepta donc de suite la place, expliquant sous le ton de la plaisanterie que son entretien d'embauche avait dû être le plus court de l'histoire. Il arrive donc à Notre Dame avec un actif de 120 victoires, 40 défaites, 8 nuls et 4 bowls remportés.
Pendant son mandat à Notre Dame, il obtiendra comme bilan, 53 victoires, 16 défaites, 1 nul et 3 bowls victorieux.
Sa meilleure performance survient à mi-mandat lorsqu'il remporte en 1977 le titre national. Il a dans son équipe le quarterback Joe Montana avec qui il remporte 38 à 10 le Cotton Bowl Classic 1978 contre l'équipe classée #1, les Longhorns du Texas emmenés par le gagnant du Trophée Heisman Earl Campbell. Cette victoire permet finalement aux Irish de passer de la 5e à la 1re place des divers classements universitaires et de gagner le titre de champion.
Plus tôt dans la saison, pour le match annuel à domicile du 22 octobre 1977 contre les Trojans de l'USC, Devine change les maillots de son équipe remplaçant ceux aux couleurs traditionnelles "bleu marine-or" par des maillots aux couleurs "vert et or" (la rencontre sera dénommée plus tard le "match aux maillots verts" (en anglais : green jersey game). Le match se solde par une large victoire 49 à 19 sur les Trojans. Conséquence inattendue, les Fighting Irish continueront à porter les maillots verts jusqu'au terme du mandat de Devine à Notre Dame.

### L'ère Gerry Faust (1981–1985)
Gerry Faust (en) est engagé en remplacement de Devine pour la saison 1981. Avant Notre Dame, Faust avait été un des meilleurs entraîneurs des écoles secondaires (high school). À Cincinnati par exemple, il accumule pour la Moeller High School, un bilan de 174 victoires pour 17 défaites et 2 nuls.
Malgré ses succès à ce niveau, il ne parviendra pas à percer au niveau universitaire. Lors de sa première saison, l'équipe termine avec un bilan de 5 victoires pour 6 défaites. Ses meilleurs années seront les campagnes de 1983 et de 1984 (2 bilans de 7 victoires et 5 défaites). Il qualifie son équipe pour le Liberty Bowl de 1983 et pour l'Aloha Bowl de 1984
Son bilan global sera de 30 victoires pour 26 défaites et 1 nul. Il démissionne à la fin de la saison 1985 après que les fans aient scandé Oust Faust (« Dehors Faust » en anglais). Il devient ensuite entraîneur principal des Zips d'Akron.

### L'ère Lou Holtz (1986–1996)
Lou Holtz (en) avait déjà 17 années d'expérience comme entraîneur lorsque Notre Dame l'engage. Il avait auparavant dirigé le Tribe de William & Mary, le Wolfpack de North Carolina State, les Jets de New York, les Razorbacks de l'Arkansas et les Golden Gophers du Minnesota.

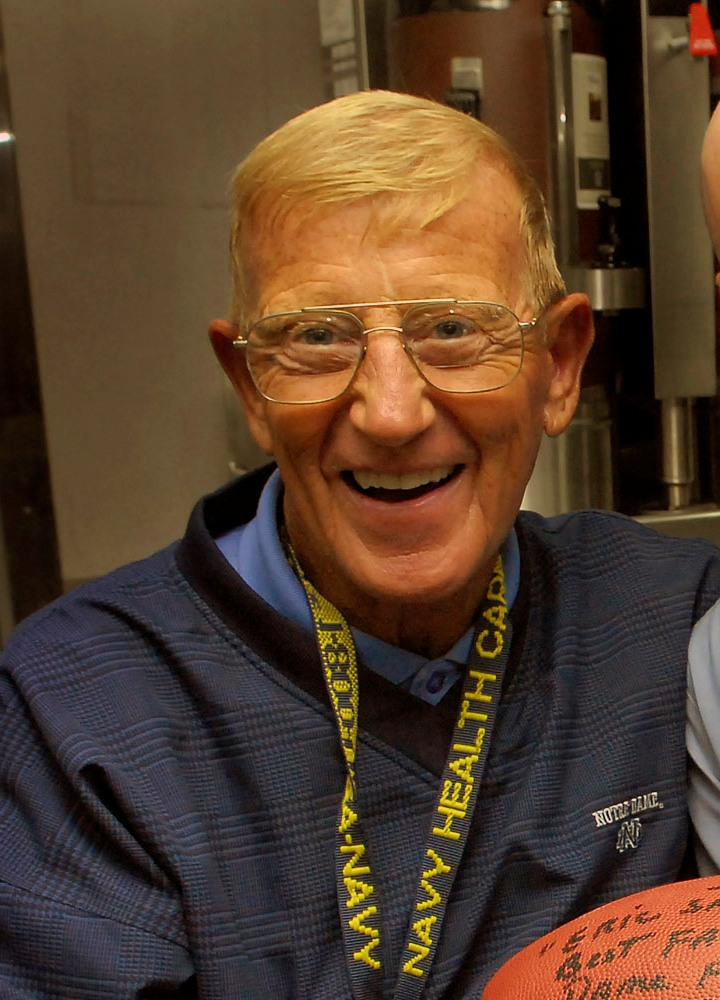
L'entraîneur Holtz

Holtz n'améliore pas le bilan de son prédécesseur en 1986. Il termine avec un bilan de 5 victoires pour 6 défaites mais par rapport à l'année précédente, l'équipe s'est nettement améliorée. Elle est beaucoup plus combative et ne perd ses 6 matchs qu'avec un déficit total de 14 points. Il s'agira de sa seule année avec un bilan négatif. Lors des 10 prochaines saisons, il compilera 95 victoires, 24 défaites et 2 nuls pour obtenir, en fin de carrière à Notre Dame, un bilan global de 100 victoires, 30 défaites et 2 nuls.
Contrairement à Faust, Holtz était réputé pour être un entraîneur sachant motiver ses joueurs et appliquant une discipline de fer. Il démontrera au mieux ce deuxième trait de caractère en suspendant pour indiscipline, Ricky Watters et Tony Brooks, deux de ses meilleurs joueurs, parce que ceux-ci arriveront en retard au repas, la veille du dernier match de saison régulière opposant Notre Dame aux #2 Trojans de l'USC. Les Irish gagnent le match à Los Angeles sur le score de 10 à 0. Ce n'était pas la première fois que ces deux joueurs avaient eu des ennuis et ils avaient donc été avertis qu'il y aurait des sanctions en cas de nouvel incident. La sanction prise par Holtz, vu la victoire de son équipe, fut donc tout à fait accepté.
Holtz sera élu entraîneur de l'année en 1988 et gagnera le Trophée Paul Bear Bryant. Cette saison là, Notre Dame écrase en effet les #1 Hurricanes de Miami lors du match appelé en anglais : Catholics vs. Convicts series. Elle bat également les #3 Mountaineers de la Virginie-Occidentale lors du Fiesta Bowl de 1989 et devient de ce fait champion national. Holtz réédite presque cet exploit lors des saisons 1989 et 1993.
Pendant son mandat à Notre dame, son équipe sera invaincue lors d'une saison. Elle se sera qualifiée pour 9 bowls consécutifs joués le Jour de l'an et aura figuré pendant 5 saisons dans le top 10 de l'Associated Press.
Holtz annonce qu'il prend sa retraite en 1996 mais en 1998, il reprend du service chez les Gamecokcs de la Caroline du Sud jusqu'en fin de saison 2004 prenant ensuite sa retraite définitive.

### L'ère Bob Davie (1997–2001)
Bob Davie (en), qui fut le coordinateur défensif de Holtz de 1994 à 1996, est promu entraîneur principal lorsque Holtz se retire.

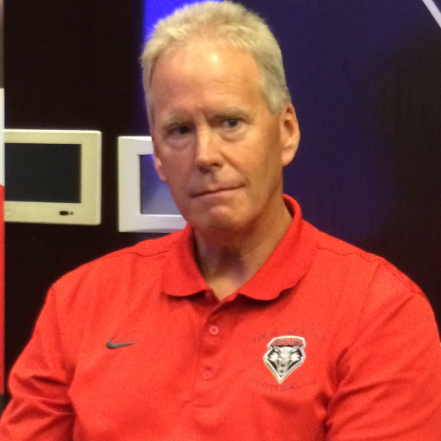
Bob Davie

Sa principale décision fut de virer de suite l'entraîneur de longue durée des hommes de ligne Joe Moore. Celui-ci attaquera l'université en justice estimant avoir été discriminé et remercié à cause de son âge. Il obtiendra gain de cause.
Sous sa direction, l'équipe perd trois bowls (l'Independence Bowl de 1997, le Gator Bowl de 1999 et le Fiesta Bowl de 2001) et ne réussira pas à se qualifie pour un bowl les deux autres années (1991 et 2001).
Le point culminant du mandat de Davie restera la victoire 36 à 20 contre le champion sortant, les #5 Michigan.
Il obtiendra également à domicile, une victoire 25 à 24 contre USC en 1999. IL réussira presque à battre une des meilleures équipes de la saison 2000, les Cornhuskers du Nebraska puisqu'ils ne seront battus qu'en prolongation 27 à 24.
Le Fiesta Bowl de 2001 mentionné ci-dessus était la première participation de Notre Dame à un match des Bowl Championship Series. Ils perdent 41 à 9 contre les Beavers d'Oregon State mais seront classés #15 au classement final de l'AP soit le meilleur classement de l'équipe sous l'ère de Davie.
Le 17 décembre 1999, Notre Dame est placée pour la première (et seule) fois de son histoire, sous probation par la NCAA à la suite de deux genres d'infraction. Le New York Times rapporte que la principale infraction était le fait qu'une certaine Kimberly Dunbar récompensait financièrement certains joueurs. L'université plaidera finalement coupable à ce sujet. Le second grief était qu'un joueur de football était accusé d'avoir tenté de revendre des billets d'entrée reçus gratuitement et d'avoir également tenté de rembourser un prêt de cette façon. Ce joueur déclarera également avoir été très amoureux d'une employée à temps partiel de l'université (pas Kimberly Dunbar) qui d'une part écrira contre rémunération un article pour un autre joueur et d'autre part fournira à plusieurs joueurs gratuitement des repas, logements et divers autres cadeaux.
Les infractions reprochées à Dunbar débutent sous l'ère Holtz. Selon le rapport de la NCAA, Dunbar, la femme au centre de la plus sérieuse infraction, a eu des relations amoureuses avec plusieurs joueurs de l'équipe de football entre juin 1995 et janvier 1998. Elle eut même un enfant avec le joueur Jarvis Edison.
Notre Dame restera sous probation pendant deux ans et perdra une des 85 bourses universitaires consacrées au football américain lors de ces deux années. Le New York Times estimera que ces sanctions étaient vraiment mineures.
Après la saison 1998, l'équipe tombe dans un modèle d'incohérence frustrant, alternant entre des saisons médiocres et d'autres couronnées de succès
Malgré cela, le nouveau directeur sportif Kevin Blanc, prolonge le contrat de Davie après la défaite au Fiesta Bowl de janvier 2001. La saison suivante débute pour la première fois de son histoire par trois défaites consécutives. Déçu par ces mauvais résultats auxquels se couplent les scandales Joe Moore et Kim Dunbar, l'administration de Notre Dame décide de démissionner Davie. Son bilan global final à la tête de l'équipe sera de 35 victoires pour 25 défaites.

### La controverse George O'Leary
Le 9 décembre 2001, Notre Dame engage George O'Leary (en) venant des Yellow Jackets de Georgia Tech en remplacement de Davie.
Cependant, le reporter Jim Fennel du New Hampshire Union Leader, alors qu'il enquête normalement sur O'Leary, découvre que le curriculum vitae de O'Leary comporte de fausses références qui ont nettement pu influencer son engagement.
Le scandale qui va en résulter embarrasse les officiels de Notre Dame et entache la réputation de O'Leary. Il démissionne cinq jours plus tard avant d'avoir pu donner un seul entraînement, ni recruté un seul joueur, ni engagé un seul assistant.
Le mandant d'O'Leary est le plus court de toute l'histoire de la Division I NCAA FBS.
O'Leary continuera sa carrière et deviendra entraîneur principal des Knights de l'UCF.

### L'ère Tyrone Willingham (2002–2004)

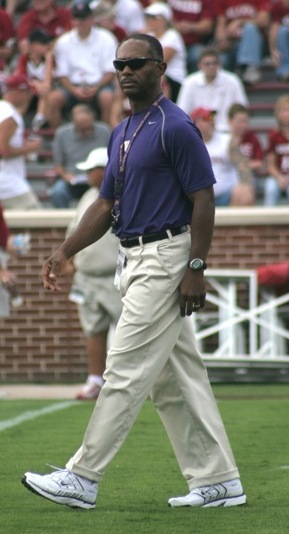
Tyrone Willingham

De nouveau à la recherche d'un nouvel entraîneur, l'université se tourne vers Tyrone Willingham (en), entraîneur principal chez les Cardinal de Stanford. Cette arrivée amène un sentiment de changement et d’excitation au sein du campus.
Willingham termine sa première saison avec un bilan de 10 victoires pour 2 défaites après un départ magnifique de 8 victoires consécutives (dont celles sur #7 Michigan et #11 Florida State). L'équipe est alors classée provisoirement #4 au classement AP. Ce magnifique départ sera le point culminant du mandat de Willingham. Sa première saison régulière se termine par une défaite douloureuse contre les Eagles de Boston College et une défaite lourde dans les chiffres contre les Trojans de l'USC. Notre Dame perd ensuite le Gator Bowl 2003 contre le Wolfpack de North Carolina State.
Le programme vacille lors des deux saisons suivantes compilant 11 victoires pour 12 défaites. Au cours de cette période, l'équipe perd 5 matchs par plus de 30 points d'écart. De plus, le recrutement de Willingham pour la saison 2004 sera considéré comme le pire de Notre Dame depuis plus de 20 ans. Le mandant de Willingham se terminera le 30 novembre 2004 après la fin de saison régulière, l'université choisissant de l'indemniser pour les 6 années de contrat qu'il lui restait.

### L'ère Charlie Weis (2005–2009)

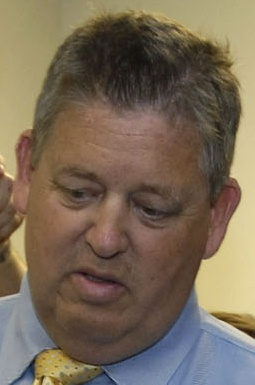
Charlie Weis

Charlie Weis quitte les Patriots de la Nouvelle-Angleterre où il officiait comme coordinateur offensif pour devenir entraîneur principal des Irish en début de saison 2005.
Au terme de sa première saison, il conduit Notre Dame à un bilan de 9 victoires pour 3 défaites et une participation au Fiesta Bowl de janvier 2006 (défaite 34 à 20 contre les Buckeyes d'Ohio State).
L'impact de Weis est visible dès le premier match qu'il dirige (contre les Panthers de Pittsburgh) puisque son équipe gagnera plus de yards en attaque qu'au cours de 5 matchs combinés de la saison précédente. Le quarterback Brady Quinn établira de nouveaux records à la passe en cours de saison, se faisant remarquer au niveau national et devenant un candidat au Trophée Heisman.
L'équipe commence la saison suivante classée #2 au classement ESPN/Coaches. Les Irish terminent la saison 2006 avec un bilan de 10 victoires pour 2 défaites, ne perdant qu'à Michigan et contre USC. Notre Dame perd cependant le Sugar Bowl de janvier 2007 par le score de 41 à 14 des œuvres des Tigers de LSU. Il s'agit de la 9e défaite consécutive lors d'un bowl d'après saison régulière, la plus longue mauvaise série de l'histoire de la NCAA. À la suite de cette défaite, les Irish descendent finalement à la 17e place des classements AP et Coaches.
Le départ de onze joueurs de Notre Dame vers la NFL déforce considérablement l'équipe qui terminera la saison 2009 avec un bilan de 3 victoires pour 9 défaites, soit le plus grand nombre de défaite sur une saison de l'histoire de Notre Dame. Notre Dame enregistre également deux des dix pires défaites de son histoire (38 à 0 contre Michigan et USC). Il est à noter que l'équipe perd ses 6 premiers matchs à domicile et que les Midshipmen de la Navy enregistrent leur première victoire contre Notre Dame depuis 1963 (soit après 43 défaites consécutives, le record de NCAA).
En 2008, le départ de la saison est meilleur (4 victoires pour 1 défaite) mais cela se détériore par la suite et le bilan final sera de 6 victoires pour autant de défaites (avec une défaite à domicile 24 à 23 contre les Orange de Syracuse). Malgré certaines rumeurs, l'université maintient Weis comme entraîneur principal. Ils remportent ensuite l'Hawaii Bowl 2008 49 à 21 mettant un terme à la série de 9 bowls consécutifs perdus par Notre Dame.
Charlie Weis commence la saison 2009 alors que les dirigeants de Notre Dame lui font comprendre qu'ils espèrent une participation à un bowl du BCS. Notre Dame commence la saison avec 4 victoires pour 2 très courtes défaites (contre Michigan et USC). Les victoires sont également peu convaincantes à l'exception des victoires 35 à 0 contre le Wolf Pack du Nevada et 40 à 14 contre les Cougars de Washington State. Alors qu'ils affichent un bilan provisoire de 6 victoires pour 2 défaites, Notre Dame perd à domicile contre les Midshipmen de la Navy, 23 à 21. Cette défaite est la seconde contre la Navy au cours des trois dernières années.
Weis est remercié le 30 novembre 2009, exactement cinq ans après son prédécesseur.

### L'ère Brian Kelly (2010–2021)

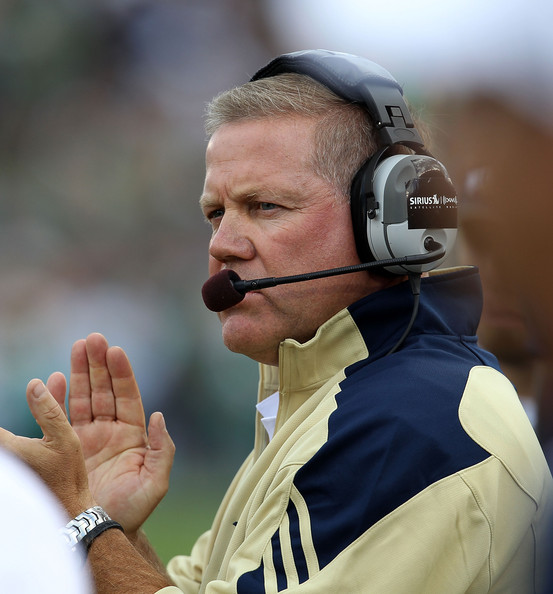
Coach Kelly

Le 10 décembre 2009, Brian Kelly devient le 31e entraîneur principal du Fighting Irish. La précédente saison, il officiait chez les Bearcats de Cincinnati où il obtient un bilan de 12 victoires sans défaite et une participation à un Bowl du BCS. Une tragédie marque le début de saison lorsque Declan Sullivan, un junior travaillant pour le département des sports, décède à cause de vents violents qui font chuter un élévateur au-dessus duquel il était occupé à filmer l'entraînement de l'équipe. Dayne Crist (en) commence la saison comme quarterback mais se blesse pour la seconde saison consécutive lors du match contre Tulsa (rupture du tendon rotulien). Kelly fait alors confiance au freshman quarterback Tommy Rees (en). Celui-ci va gagner les trois derniers matchs de la saison soit contre les #14 Utah, contre les Black Knights de l'Army au Yankee Stadium mais surtout contre les Trojans de l'USC au Los Angeles Memorial Coliseum ce qui met fin à une série de huit années consécutives de défaites face à cette équipe. L'équipe participe au Sun Bowl 2010 qu'elle gagne 33 à 17 contre les Hurricanes de Miami terminant ainsi la saison 2010 avec un bilan global de 8 victoires pour 5 défaites,.
Avec le retour du senior Michael Floyd et grâce à une classe de recrutement exceptionnelle comprenant plusieurs joueurs de ligne excellents, Kelly et les Irish veulent améliorer le bilan de l'exercice précédent. Malheureusement, le premier match se solde par une défaite à domicile des œuvres des Bulls de la Floride et le second par une défaite en déplacement chez les Wolverines du Michigan. L'équipe se reprend par la suite gagnant 8 des 9 rencontres suivantes (défaite contre USC). La saison se termine sur deux nouvelles défaites, contre Stanford en déplacement et contre Florida State lors du Champs Sports Bowl 2011,. La saison se termine donc sur le même bilan que la saison précédente (8-5).
Les défaites enregistrées par l'équipe peuvent s'expliquer par de multiples problèmes au poste de quarterback et de nombreux turnovers à des moments clés de ces matchs anéantissant les retours possibles au score de l'équipe.
Le 12 septembre 2012, l'Université de Notre Dame annonce qu'elle quitte la Big East Conference pour l'Atlantic Coast Conference pour l'ensemble de ses programmes à l'exception du football américain et du hockey. Ce changement de conférence deviendra officiel le 1er juillet 2013. Même si le programme de football américain continue à évoluer comme équipe indépendante, un accord est signé pour que l'équipe joue 5 matchs par saison contre les équipes de l'ACC et ce dès la saison 2014. L'ensemble des équipes de l'ACC seront opposées à Notre Dame selon un roulement s'étalant sur 3 années consécutives.
Le 18 novembre 2012 et pour la première fois depuis 1993, Notre Dame est classé #1 dans les classements AP et Coaches' grâce à ses 11 victoires sans défaite. Elle est également classée #1 au classement du BCS pour la première fois depuis la création du système. Le dernier match de la saison régulière se solde également par une victoire contre les Trojans de l'USC le 24 novembre 2012. Le 2 décembre 2012, l'équipe est sélectionnée pour disputer leur premier BCS National Championship Game. Malheureusement, le 7 janvier 2014, ils perdent la finale nationale des œuvres du Crimson Tide de l'Alabama 42 à 14.
À l'aube de la saison suivante, l'université suspend le quarterback de l'équipe Everett Golson (en) en raison de violation des règles académiques. Quarterback senior Tommy Rees le remplace. Notre Dame termine la saison avec un bilan de 9 victoires pour 4 défaites et une victoire lors du Pinstripe Bowl 2013 contre les Scarlet Knights de Rutgers. Notre Dame termine classée 20e à l'AP.
La saison 2014 débute par 6 victoires consécutives et une place de #5 aux divers classements. Ils perdent 31 à 27 la rencontre contre les #2 de Florida State à la suite d'une décision très controversée annulant un TD de ND lors des dernières secondes du match pour une passe d'interférence offensive. Les Fighting Irish gagnent ensuite contre la Navy mais perdent leurs 4 derniers matchs de saison régulière. Ils remportent néanmoins le Music City Bowl 2014 en battant les Tigers de LSU 31 à 28. Ils finissent donc avec un bilan global de 8 victoires pour 5 défaites.
En 2015, le programme de South Bend (Indiana) a superbement surmonté les pertes successives sur blessure de DE Jarron Jones, CB Shaun Crawford, RB Tarean Folston, QB Malik Zaire, TE Durham Smythe et autre S Drue Tranquill prouvant l’incroyable profondeur d’un effectif qui regorge de talent. QB DeShone Kizer a pris les rênes de l’attaque des Fighting Irish avec 9 victoires à la clé et il a su développer une complicité avec WR Will Fuller (15 TDs en 2015) qui a fait un bien fou à une équipe de Notre Dame en grande difficulté défensivement, et ce, pour la 2e année d’affilée. Après avoir conclu la saison avec une fiche de 10 victoires pour 3 défaites, ils perdent le Fiesta Bowl 2016 sur le score de 44 à 28 des œuvres des Buckeyes d'Ohio State.
Convoité par plusieurs franchises NFL, Brian Kelly a prolongé son bail à la tête des Fighting Irish jusqu’en 2021 bénéficiant ainsi d’une confiance totale de la part de la Direction athlétique.
La saison 2016 se termine avec le pire bilan de l'ère Kelly, 4 victoires pour 8 défaites. Le ton de la saison avait été donné lors du match inaugural contre les Longhorns du Texas se terminant pas une défaite après une double prolongation. Le 24 septembre, Notre Dame perd chez les Blue Devils de Duke sur le score de 35 à 38. Après seulement quatre matchs jouée, Brian Kelly congédie le coordinateur défensif Brian VanGorder (en). Mike Elko (en) est engagé venant des Demon Deacons de Wake Forest en remplacement de VanGorder,. Après une défaite 10 à 3 contre le Wolfpack de North Carolina State à Raleigh en Caroline du Nordjoué dans des conditions épouvantables en cause de l'Ouragan Matthew Kelly accuse publiquement son Centre d'avoir effectué de mauvais snap entraînant des jeux attroces.
En fin de saison, le quarterback titulaire, DeShone Kizer, déclare qu'il va se présenter à la Draft de la NFL. Son remplaçant, Malik Zaire (en), déclare qu'il va changer d'équipe en hiver lorsqu'il aura obtenu son graduat. Le coordinateur offensif, Mike Sanford Jr. (en) quitte le staff de Notre Dame après la fin de saison ayant accepté le poste d'entraîneur principal des Hilltoppers de Western Kentucky. Il est le 3e coordinateur offensif des Irish de Kelly à devenir entraîneur principal d'une équipe FBS. Pour le remplacer, c'est Chip Long (en) qui est engagé en provenance des Tigers de Memphis. Mike Denbrock (en) quitte également le staff de Notre Dame, acceptant le poste de coordinateur offensif chez les Bearcats de Cincinnati sous les ordres de l'entraîneur principal Luke Fickell (en),.
Pour couper court aux diverses spéculations concernant Brian Kelly (son travail ne serait plus performant, il aurait envie de quitter Notre Dame..), le directeur sportif de l'Université de Notre Dame, Jack Swarbrick (en), déclare que Kelly sera toujours au poste pour la saison 2017.
La saison 2017 se termine avec un bilan de 10-3 et une victoire au Citrus Bowl contre LSU. Sur le terrain, cette saison est une des plus forte sous l'ère Kelly. Une défaite d'entrée de jeu d'un petit point contre Georgia donne le ton de la première moitié de la saison. L'excellent RB Josh Adams protégé et une talentueuse ligne offensive expérimentée permet à Notre Dame de remporter 6 victoires consécutives avec plus de 20 points d'écart contre de solides adversaires comme no 11 USC et no 14 NC State. La série est interrompue le 7 novembre 2017 en déplacement contre les no 7 de Miami. Ils y perdent 8 à 41 mettant un terme aux espoirs de Notre Dame de participer au College Football Playoff. Notre Dame gagne ensuite contre la Navy (24-17) mais perdent contre Stanford (20-38). Les sentiments des supporteurs de Notre Dame sont mitigés entre un très bon début de saison et une fin un peu décevante, surtout après une saison 2016 calamiteuse.
La saison 2018 se clôture avec un bilan de 12 victoires pour 1 défaite. Après une saison régulière où l'équipe termine invaincue et classée no 3, elle est sélectionnée pour la première fois de son histoire au College Football Playoff. En demi finale, les Irishs sont battus 3 à 30 par les Tigers de Clemson (futurs champions nationaux) lors du Cotton Bowl Classic.
En raison de problèmes logistiques créés par la pandémie de COVID-19 aux États-Unis (résultant initialement de l'annulation des inter conférences par la Big Ten et la Pac-12), Notre Dame conclu un accord pour jouer un calendrier complet au sein de l'ACC pour la saison 2020. Ils terminent premiers de cette conférence au terme de la saison régulière et disputent ensuite la finale de conférence contre Clemson (défaite 34 à 10). Classés no 4 par le comité du CFP, ils disputent ensuite le Rose Bowl 2021 comptant pour une demi-finale du College Football Playoff mais s'inclinent 14 à 31 face au Crimson Tide de l'Alabama (futurs champions nationaux),.
La saison régulière 2021 se termine avec un bilan de 11 victoires pour une seule défaite survenue à domicile contre Cincinnati, ancienne équipe dirigée par Kelly et est désignée no 5 dans les classements CFP, AP et Coaches. Deux jours après le dernier match de saison régulière, des rumeurs indiquent que Kelly aurait accepté le poste d'entraîneur principal à Louisiana State (LSU) bien qu'il ait déclaré une semaine plus tôt qu'il ne quitterait jamais Notre Dame. Le 29 novembre 2021, Kelly confirme les faits et démissionne.

### Marcus Freeman (depuis 2021)
Le 3 décembre 2021, Marcus Freeman (en), coordinateur défensif et entraîneur des linebackers de Notre Dame en 2021, est promu au poste d'entraîneur principal en remplacement de Brian Kelly. Il devient ainsi le 32e entraîneur principal du Fighting Irish et deuxième afro américain à occuper ce poste de l'histoire du programme de football américain de Notre Dame. Il signe un contrat de cinq ans pour un montant annuel (hors bonus) de 4 millions de dollars,,. Immédiatement, il dirige pour la première fois Notre Dame lors du Fiesta Bowl 2022 perdu 35 à 33 contre les Oklahoma.
La saison 2022 commence mal puisque le Fighting Irish perd ses deux premiers matchs contre Ohio State et Marshall. Il remporte son premier match en 3e semaine contre les Golden Bears de la Californie,. Il devient néanmoins le premier entraîneur principal de Notre Dame à perdre trois matchs lors de sa première saison après la défaite en 7e semaine contre Stanford. Il mène Notre Dame à la 18e place du classement final du College Football Playoff avec un bilan de 8 victoires (dont une contre les no 5 Tigers de Clemson) pour 4 défaites,. Il remporte ensuite 45 à 38 le Gator Bowl 2022 joué contre #19 South Carolina,.
En 2023, Freeman mène le programme de Notre Dame à un bilan de 10 victoires pour 3 défaites après la victoire 40 à 8 au Sun Bowl 2023 contre les Beavers d'Oregon State. Le safety Xavier Watts se voit décerner le Bronko Nagurski Award du meilleur joueur défensif de la saison universitaire. Avec les victoires contre #17 Duke, #10 USC et #19 Oregon State, Notre Dame termine 14e du classement final de l'Associated Press.

## Titres de champions et distinctions

### Titres de champions nationaux
Dernière mise à jour fin de saison 2023
- Notre Dame a gagné 8 titres de champion national depuis 1936 et la création des agences de classement (AP et Coaches'). Il s'agit du second meilleure total[100].
- Avant 1936, Notre Dame estime avoir été champion national à trois reprises et s'attribue donc officiellement 11 titres. Cependant, Notre Dame, est souvent créditée de 13 titres de champion. Les saisons 1938 et 1953 sont les raisons de cet écart :
  - En 1938, Notre Dame avec un bilan de 8 victoires pour 1 défaite se voit décerner le titre par le système Dickinson tandis que TCU (qui termine avec 11 victoires sans aucune défaite) se voit décerner le titre par l'Associated Press (AP).
  - En 1953, Notre Dame affiche 9 victoire pour 1 nul sans défaite et est reconnu champion national par la majeure partie des sociétés de classement sauf par les AP et Coaches' qui décernent le titre aux Terrapins du Maryland lesquels ont terminé la saison avec 10 victoires pour 1 défaite.

Notre Dame ayant pour politique de ne reconnaître que les titres décernés par les agences AP et Coaches depuis 1936, l'université ne comptabilise donc pas officiellement ces deux titres,.
- La NCAA ne comptabilise pas les titres de 1938 et de 1953 mais par contre ajoute ceux de 1919 et de 1964, ce qui donne un nombre de 13 titres décernés à Notre Dame : 1919, 1924, 1929, 1930, 1943, 1946, 1947, 1949, 1964, 1966, 1973, 1977, 1988[102].
- Notre Dame a été désigné comme champion national par au moins une agence lors d'autres saisons soit en 1920, 1927, 1938, 1953, 1967, 1970, 1989 et 1993[103],[104].

La liste ci-dessous détaille les titres comptabilisés par l'Université de Notre Dame.
| Saisons             | Entraîneurs         | Sélecteurs          | Bilans | Bowls                     |
| ------------------- | ------------------- | ------------------- | ------ | ------------------------- |
| 1924                | Knute Rockne        | Helms, CFRA, NCF    | 10–0   | Victoire au Rose Bowl     |
| 1929                | Knute Rockne        | Helms, CFRA, NCF    | 9–0    | –                         |
| 1930                | Knute Rockne        | Helms, CFRA, NCF    | 10–0   | –                         |
| 1943                | Frank Leahy         | AP                  | 9–1    | –                         |
| 1946                | Frank Leahy         | AP                  | 8–0–1  | –                         |
| 1947                | Frank Leahy         | AP                  | 9–0    | –                         |
| 1949                | Frank Leahy         | AP                  | 10–0   | –                         |
| 1966                | Ara Parseghian      | AP, Coaches'        | 9–0–1  | –                         |
| 1973                | Ara Parseghian      | AP                  | 11–0   | Gagne le Sugar Bowl       |
| 1977                | Dan Devine          | AP, Coaches'        | 11–1   | Gagne Cotton Bowl Classic |
| 1988                | Lou Holtz           | AP, Coaches'        | 12–0   | Gagne le Fiesta Bowl      |
| Champions Nationaux | Champions Nationaux | Champions Nationaux | 11     | 11                        |

### Années d'apparition dans le classement de l'Associated Press
Dernière mise à jour fin de saison 2023
Notre Dame apparaît à 849 reprises dans les classements établis par l'AP (Associated Press) dont 584 semaines dans le Top 10, 317 semaines dans le Top 5, 65 semaines comme no 2 et 98 semaines comme no 1.
Notre Dame a terminé à 57 reprises (sur 79) dans le classement final de l'Associated Press, à 39 reprises dans le Top 10, à 25 reprises dans le Top 5, 5 reprises comme no 2 et 8 reprises comme no 1 :
| Saisons | Classements | Bilans |
| ------- | ----------- | ------ |
| 1936    | 8           | 6–2    |
| 1937    | 9           | 6-2-1  |
| 1938    | 5           | 8–1    |
| 1939    | 13          | 7–2    |
| 1941    | 3           | 8-0-1  |
| 1942    | 6           | 7-2-1  |
| 1943    | 1           | 9–1    |
| 1944    | 9           | 8–2    |
| 1945    | 9           | 7-2-1  |
| 1946    | 1           | 8-0-1  |
| 1947    | 1           | 9–0    |
| 1948    | 2           | 9–0    |
| 1949    | 1           | 9–0    |

| Saisons | Classements | Bilans |
| ------- | ----------- | ------ |
| 1952    | 3           | 7-2-1  |
| 1953    | 2           | 8-0-1  |
| 1954    | 4           | 8–1    |
| 1955    | 9           | 8–2    |
| 1957    | 10          | 6–3    |
| 1958    | 17          | 6–4    |
| 1959    | 17          | 5–5    |
| 1964    | 3           | 9–1    |
| 1965    | 9           | 7-2-1  |
| 1966    | 1           | 9-0-1  |
| 1967    | 5           | 8–2    |
| 1968    | 5           | 7-2-1  |
| 1969    | 5           | 8-2-1  |

| Saisons | Classements | Bilans |
| ------- | ----------- | ------ |
| 1970    | 2           | 10–1   |
| 1971    | 13          | 8–2    |
| 1972    | 14          | 8–3    |
| 1973    | 1           | 11–0   |
| 1974    | 6           | 10–2   |
| 1976    | 12          | 9–3    |
| 1977    | 1           | 11–1   |
| 1978    | 7           | 9–3    |
| 1980    | 9           | 9-2-1  |
| 1987    | 17          | 8–4    |
| 1988    | 1           | 12–0   |
| 1989    | 2           | 12–1   |
| 1990    | 6           | 9–3    |

| Saisons | Classements | Bilans |
| ------- | ----------- | ------ |
| 1991    | 13          | 10–3   |
| 1992    | 4           | 10-1-1 |
| 1993    | 2           | 11–1   |
| 1995    | 11          | 9–3    |
| 1996    | 19          | 8–3    |
| 1998    | 22          | 9–3    |
| 2000    | 15          | 9–3    |
| 2002    | 17          | 10–3   |
| 2005    | 9           | 9–3    |
| 2006    | 17          | 10–3   |
| 2012    | 4           | 12–1   |
| 2013    | 20          | 9–4    |
| 2015    | 11          | 10–3   |

| Saisons | Classements | Bilans |
| ------- | ----------- | ------ |
| 2017    | 11          | 10–3   |
| 2018    | 3           | 13–0   |
| 2019    | 14          | 11–2   |
| 2020    | 5           | 10–2   |
| 2021    | 8           | 11–2   |
| 2022    | 18          | 9–4    |
| 2023    | 14          | 10–3   |
| 2024    | 2           | 14–2   |
| 2025    | --          | 0–0    |
| ----    | --          | 0–0    |
| ----    | --          | 0–0    |
| ----    | --          | 0–0    |
| ----    | --          | 0–0    |

### Les rencontres,no1contreno2
Dernière mise à jour après la saison 2023
Depuis 1936, Notre Dame a participé à 10 rencontres opposant les no 1 et no 2 du classement AP.
Il affichent un bilan global de 5 victoires, 3 défaites et 2 nuls (et comme no 1, 4 victoires, 1 défaite et 1 nul)
Voici la liste de ces matchs :
| Dates             | Équipe no 1   | Équipe no 2         | Résultat      |
| ----------------- | ------------- | ------------------- | ------------- |
| 9 octobre 1943    | Notre Dame    | Michigan            | Gagné 35–14   |
| 20 novembre 1943  | Notre Dame    | Iowa Pre-Flight     | Gagné 14–13   |
| 10 novembre 1945  | Army          | Notre Dame          | Perdu 48–0    |
| 8 novembre 1946   | Army          | Notre Dame          | Égalité 0–0   |
| 19 novembre 1966  | Notre Dame    | Michigan State      | Égalité 10–10 |
| 28 septembre 1968 | Purdue        | Notre Dame          | Perdu 37–22   |
| 26 novembre 1988  | Notre Dame    | Southern California | Gagné 27–10   |
| 16 septembre 1989 | Notre Dame    | Michigan            | Gagné 24–19   |
| 13 novembre 1993  | Florida State | Notre Dame          | Gagné 31–24   |
| 7 janvier 2013    | Notre Dame    | Alabama             | Perdu 42–14   |

### Matchs historiques
Notre Dame a joué dans de multiples matchs de saison régulière qui furent considérés par la plupart des médias et des historiens du football américain comme des matchs remarquables voire des matchs historiques.
Notre Dame a joué dans de nombreux matchs labellisés match du siècle (en anglais : game of the century) dont certains matchs de la liste no 1 contre no 2.
Les matchs de la liste ci-dessous sont largement considérés comme d'une importance historique pour le football américain universitaire.
- 1913 : Notre Dame - Army (en anglais : The Forward Pass)[110].
- 1935 : Notre Dame - Ohio State (en anglais : Game of the Century)[108],[111],[112].
- 1946 : Army - Notre Dame (en anglais : Game of the Century)[113].
- 1957 : Notre Dame - Oklahoma, fin de la série de 47 matchs sans défaite des Sooners de l'Oklahoma (en anglais : End of Oklahoma's NCAA record 47 game win streak)[114].
- 1966 : Notre Dame - Michigan State (en anglais : Game of the Century)[115],[116].
- 1988 : Miami - Notre Dame (en anglais : Catholics vs. Convicts)[108],[117],[118].
- 1993 : Florida State - Notre Dame (en anglais : Game of the Century)[119].
- 2005 : USC - Notre Dame (en anglais : Bush Push" game)[107].
- 2007 : Navy - Notre Dame, fin de 43 ans de défaites de la Navy à Notre Dame, la plus longue série opposants des équipes se rencontrant annuellement (en anglais : Navy ends 43-year losing streak to Notre Dame, the longest in NCAA history between annual opponents)[120].

Notre Dame a également disputé quelques bowls considérés par la plupart des journalistes sportifs comme faisant partie des plus beaux bowls jamais joués,:
- le Cotton Bowl Classic de 1970 contre Texas.
- le Sugar Bowl 1973 contre Alabama[108],[116].
- le Cotton Bowl Classic 1979 contre Houston (en anglais : Chicken soup game)[108].

## Les statistiques

### Saison par saison
Après avoir participé à son premier Bowl Game en 1925 (saison 1924), Notre Dame n'a ensuite accepté de prendre part aux bowls de fin de saison que depuis 1969.
| Saisons | Entraîneurs                        | G  | P | N | Bowl Games | CFP | AP | Coaches |
| ------- | ---------------------------------- | -- | - | - | --- | --- | -- | ------- |
| 2024    | Marcus Freeman (en)                | 14 | 2 | 0 | G College Football Playoff, 1er tour G Sugar Bowl 2025 - ¼ finale CFP G Orange Bowl 2025 - ½ finale CFP P College Football Championship Game 2025 | 5   | 2  | 2       |
| 2023    | Marcus Freeman (en)                | 10 | 3 | 0 | G Sun Bowl 2023 | 16  | 14 | 14      |
| 2022    | Marcus Freeman (en)                | 9  | 4 | 0 | G Gator Bowl 2022 | 21  | 18 | 18      |
| 2021    | Brian Kelly et Marcus Freeman (en) | 11 | 2 | 0 | P Fiesta Bowl 2022 | 5   | 8  | 9       |
| 2020    | Brian Kelly                        | 10 | 2 | 0 | P Rose Bowl 2021 - ½ finale CFP | 4   | 5  | 5       |
| 2019    | Brian Kelly                        | 11 | 2 | 0 | G Camping World Bowl | 15  | 12 | 11      |
| 2018    | Brian Kelly                        | 13 | 0 | 0 | D Cotton Bowl - 1½ finale CFP | 3   | 5  | 5       |
| 2017    | Brian Kelly                        | 10 | 3 | 0 | V Citrus Bowl | 14  | 11 | 11      |
| 2016    | Brian Kelly                        | 4  | 8 | 0 | - |     |    |         |
| 2015    | Brian Kelly                        | 10 | 2 | 0 | D Fiesta Bowl | 8   | 11 | 12      |
| 2014    | Brian Kelly                        | 8  | 5 | 0 | V Music City Bowl |     |    |         |
| 2013    | Brian Kelly                        | 9  | 4 | 0 | V Pinstripe Bowl | -   | 20 | 24      |
| 2012    | Brian Kelly                        | 12 | 1 | 0 | D BCS National Championship Game | -   | 4  | 3       |
| 2011    | Brian Kelly                        | 8  | 5 | 0 | D Champs Sports Bowl |     |    |         |
| 2010    | Brian Kelly                        | 8  | 5 | 0 | V Sun Bowl |     |    |         |
| 2009    | Charlie Weis                       | 6  | 6 | 0 | |     |    |         |
| 2008    | Charlie Weis                       | 7  | 6 | 0 | V Hawaii Bowl |     |    |         |
| 2007    | Charlie Weis                       | 3  | 9 | 0 | |     |    |         |
| 2006    | Charlie Weis                       | 10 | 2 | 0 | D Sugar Bowl |     | 19 | 17      |
| 2005    | Charlie Weis                       | 9  | 3 | 0 | D Fiesta Bowl |     | 11 | 9       |
| 2004    | Tyrone Willingham / Kent Baer      | 6  | 6 | 0 | D Insight Bowl |     |    |         |
| 2003    | Tyrone Willingham                  | 5  | 7 | 0 | |     |    |         |
| 2002    | Tyrone Willingham                  | 10 | 3 | 0 | D Gator Bowl |     | 17 | 17      |
| 2001    | Bob Davie                          | 5  | 6 | 0 | |     |    |         |
| 2000    | Bob Davie                          | 9  | 3 | 0 | D Fiesta Bowl |     | 16 | 15      |
| 1999    | Bob Davie                          | 5  | 7 | 0 | |     |    |         |
| 1998    | Bob Davie                          | 9  | 3 | 0 | D Gator Bowl |     | 22 | 22      |
| 1997    | Bob Davie                          | 7  | 6 | 0 | D Independence Bowl |     |    |         |
| 1996    | Lou Holtz                          | 8  | 3 | 0 | |     | 21 | 19      |
| 1995    | Lou Holtz                          | 9  | 3 | 0 | D Orange Bowl |     | 13 | 11      |
| 1994    | Lou Holtz                          | 6  | 5 | 1 | D Fiesta Bowl |     |    |         |
| 1993    | Lou Holtz                          | 11 | 1 | 0 | V Cotton Bowl |     | 2  | 2       |
| 1992    | Lou Holtz                          | 10 | 1 | 1 | V Cotton Bowl |     | 4  | 4       |
| 1991    | Lou Holtz                          | 10 | 3 | 0 | V Sugar Bowl |     | 12 | 13      |
| 1990    | Lou Holtz                          | 9  | 3 | 0 | D Orange Bowl |     | 6  | 6       |
| 1989    | Lou Holtz                          | 12 | 1 | 0 | V Orange Bowl |     | 3  | 2       |
| 1988    | Lou Holtz                          | 12 | 0 | 0 | V Fiesta Bowl |     | 1  | 1       |
| 1987    | Lou Holtz                          | 8  | 4 | 0 | D Cotton Bowl |     |    | 17      |
| 1986    | Lou Holtz                          | 5  | 6 | 0 | |     |    |         |
| 1985    | Gerry Faust                        | 5  | 6 | 0 | |     |    |         |
| 1984    | Gerry Faust                        | 7  | 5 | 0 | D Aloha Bowl |     |    |         |
| 1983    | Gerry Faust                        | 7  | 5 | 0 | V Liberty Bowl |     |    |         |
| 1982    | Gerry Faust                        | 6  | 4 | 1 | |     |    |         |
| 1981    | Gerry Faust                        | 5  | 6 | 0 | |     |    |         |
| 1980    | Dan Devine                         | 9  | 2 | 1 | D Sugar Bowl |     | 10 | 9       |
| 1979    | Dan Devine                         | 7  | 4 | 0 | |     |    |         |
| 1978    | Dan Devine                         | 9  | 3 | 0 | V Cotton Bowl |     | 6  | 7       |
| 1977    | Dan Devine                         | 11 | 1 | 0 | V Cotton Bowl |     | 1  | 1       |
| 1976    | Dan Devine                         | 9  | 3 | 0 | V Gator Bowl |     | 12 | 12      |
| 1975    | Dan Devine                         | 8  | 3 | 0 | |     | 17 |         |
| 1974    | Ara Parseghian                     | 10 | 2 | 0 | V Orange Bowl |     | 4  | 6       |
| 1973    | Ara Parseghian                     | 11 | 0 | 0 | V Sugar Bowl |     | 4  | 1       |
| 1972    | Ara Parseghian                     | 8  | 3 | 0 | D Orange Bowl |     | 12 | 14      |
| 1971    | Ara Parseghian                     | 8  | 2 | 0 | |     | 15 | 13      |
| 1970    | Ara Parseghian                     | 10 | 1 | 0 | V Cotton Bowl |     | 5  | 2       |
| 1969    | Ara Parseghian                     | 8  | 2 | 1 | D Cotton Bowl |     | 9  | 5       |
| 1968    | Ara Parseghian                     | 7  | 2 | 1 | |     | 8  | 5       |
| 1967    | Ara Parseghian                     | 8  | 2 | 0 | |     | 4  | 5       |
| 1966    | Ara Parseghian                     | 9  | 0 | 1 | |     | 1  | 1       |
| 1965    | Ara Parseghian                     | 7  | 2 | 1 | |     | 8  | 9       |
| 1964    | Ara Parseghian                     | 9  | 1 | 0 | |     | 3  | 3       |
| 1963    | Hugh Devore                        | 2  | 7 | 0 | |     |    |         |
| 1962    | Joe Kuharich                       | 5  | 5 | 0 | |     |    |         |
| 1961    | Joe Kuharich                       | 5  | 5 | 0 | |     |    |         |
| 1960    | Joe Kuharich                       | 2  | 8 | 0 | |     |    |         |
| 1959    | Joe Kuharich                       | 5  | 5 | 0 | |     | 18 | 17      |
| 1958    | Terence Brennan                    | 6  | 4 | 0 | |     | 14 | 17      |
| 1957    | Terence Brennan                    | 7  | 3 | 0 | |     | 9  | 10      |
| 1956    | Terence Brennan                    | 2  | 8 | 0 | |     |    |         |
| 1955    | Terence Brennan                    | 8  | 2 | 0 | |     | 10 | 9       |
| 1954    | Terence Brennan                    | 9  | 1 | 0 | |     | 4  | 4       |
| 1953    | Frank Leahy                        | 9  | 0 | 1 | |     | 2  | 2       |
| 1952    | Frank Leahy                        | 7  | 2 | 1 | |     | 13 | 3       |
| 1951    | Frank Leahy                        | 7  | 2 | 1 | |     | 13 |         |
| 1950    | Frank Leahy                        | 4  | 4 | 1 | |     |    |         |
| 1949    | Frank Leahy                        | 10 | 0 | 0 | |     |    | 1       |
| 1948    | Frank Leahy                        | 9  | 0 | 1 | |     |    | 2       |
| 1947    | Frank Leahy                        | 9  | 0 | 0 | |     |    | 1       |
| 1946    | Frank Leahy                        | 8  | 0 | 1 | |     |    | 1       |
| 1945    | Hugh Devore                        | 7  | 2 | 1 | |     |    | 9       |
| 1944    | Ed McKeever                        | 8  | 2 | 0 | |     |    | 9       |
| 1943    | Frank Leahy                        | 9  | 1 | 0 | |     |    | 1       |
| 1942    | Frank Leahy                        | 7  | 2 | 2 | |     |    | 6       |
| 1941    | Frank Leahy                        | 8  | 0 | 1 | |     |    | 3       |
| 1940    | Elmer Layden                       | 7  | 2 | 0 | |     |    |         |
| 1939    | Elmer Layden                       | 7  | 2 | 0 | |     |    | 13      |
| 1938    | Elmer Layden                       | 8  | 1 | 0 | |     |    | 5       |
| 1937    | Elmer Layden                       | 6  | 2 | 1 | |     |    | 9       |
| 1936    | Elmer Layden                       | 6  | 2 | 1 | |     |    | 8       |
| 1935    | Elmer Layden                       | 7  | 1 | 1 | |     |    |         |
| 1934    | Elmer Layden                       | 6  | 3 | 0 | |     |    |         |
| 1933    | Heartley W. Anderson               | 3  | 5 | 1 | |     |    |         |
| 1932    | Heartley W. Anderson               | 7  | 2 | 0 | |     |    |         |
| 1931    | Heartley W. Anderson               | 6  | 2 | 1 | |     |    |         |
| 1930    | Knute Rockne                       | 10 | 0 | 0 | |     |    |         |
| 1929    | Knute Rockne                       | 9  | 0 | 0 | |     |    |         |
| 1928    | Knute Rockne                       | 5  | 4 | 0 | |     |    |         |
| 1927    | Knute Rockne                       | 7  | 1 | 1 | |     |    |         |
| 1926    | Knute Rockne                       | 9  | 1 | 0 | |     |    |         |
| 1925    | Knute Rockne                       | 7  | 2 | 1 | |     |    |         |
| 1924    | Knute Rockne                       | 10 | 0 | 0 | V Rose Bowl |     |    |         |
| 1923    | Knute Rockne                       | 9  | 1 | 0 | |     |    |         |
| 1922    | Knute Rockne                       | 8  | 1 | 1 | |     |    |         |
| 1921    | Knute Rockne                       | 10 | 1 | 0 | |     |    |         |
| 1920    | Knute Rockne                       | 9  | 0 | 0 | |     |    |         |
| 1919    | Knute Rockne                       | 9  | 0 | 0 | |     |    |         |
| 1918    | Knute Rockne                       | 3  | 1 | 2 | |     |    |         |
| 1917    | Jesse C. Harper                    | 6  | 1 | 1 | |     |    |         |
| 1916    | Jesse C. Harper                    | 8  | 1 | 0 | |     |    |         |
| 1915    | Jesse C. Harper                    | 7  | 1 | 0 | |     |    |         |
| 1914    | Jesse C. Harper                    | 6  | 2 | 0 | |     |    |         |
| 1913    | Jesse C. Harper                    | 7  | 0 | 0 | |     |    |         |
| 1912    | John L. "Jack" Marks               | 7  | 0 | 0 | |     |    |         |
| 1911    | John L. "Jack" Marks               | 6  | 0 | 2 | |     |    |         |
| 1910    | Frank C. Longman                   | 4  | 1 | 1 | |     |    |         |
| 1909    | Frank C. Longman                   | 7  | 0 | 1 | |     |    |         |
| 1908    | Victor M. Place                    | 8  | 1 | 0 | |     |    |         |
| 1907    | Thomas A. Barry                    | 6  | 0 | 1 | |     |    |         |
| 1906    | Thomas A. Barry                    | 6  | 1 | 0 | |     |    |         |
| 1905    | Henry J. McGlew                    | 5  | 4 | 0 | |     |    |         |
| 1904    | Louis J. "Red" Salmon              | 5  | 3 | 0 | |     |    |         |
| 1903    | James F. Faragher                  | 8  | 0 | 1 | |     |    |         |
| 1902    | James F. Faragher                  | 6  | 2 | 1 | |     |    |         |
| 1901    | Pat O'Dea                          | 8  | 1 | 1 | |     |    |         |
| 1900    | Pat O'Dea                          | 6  | 3 | 1 | |     |    |         |
| 1899    | James McWeeney                     | 6  | 3 | 1 | |     |    |         |
| 1898    | Frank E. Hering                    | 4  | 2 | 0 | |     |    |         |
| 1897    | Frank E. Hering                    | 4  | 1 | 1 | |     |    |         |
| 1896    | Frank E. Hering                    | 4  | 3 | 0 | |     |    |         |
| 1895    | H.G. Hadden                        | 3  | 1 | 0 | |     |    |         |
| 1894    | James L. Morison                   | 3  | 1 | 1 | |     |    |         |
| 1893    | pas d'entraîneur                   | 4  | 1 | 0 | |     |    |         |
| 1892    | pas d'entraîneur                   | 1  | 1 | 0 | |     |    |         |
| 1889    | pas d'entraîneur                   | 1  | 0 | 0 | |     |    |         |
| 1888    | pas d'entraîneur                   | 1  | 0 | 0 | |     |    |         |
| 1887    | pas d'entraîneur                   | 0  | 3 | 0 | |     |    |         |

### Les statistiques des entraîneurs
| Années | Entraîneurs            | Saisons        | Victoires      | Défaites       | Nuls           | %              |
| --- | ---------------------- | -------------- | -------------- | -------------- | -------------- | -------------- |
| 1887–89 1892–93 | Néant                  | 5              | 7              | 4              | 1              | 62,5           |
| 1894 | J. L. Morison (en)     | 1              | 3              | 1              | 1              | 70             |
| 1895 | H.G. Hadden (en)       | 1              | 3              | 1              | 0              | 75             |
| 1896–98 | Frank E. Hering (en)   | 3              | 12             | 6              | 1              | 65,8           |
| 1899 | James McWeeney (en)    | 1              | 6              | 3              | 1              | 65             |
| 1900–01 | Pat O'Dea (en)         | 2              | 14             | 4              | 2              | 75             |
| 1902–03 | James F. Faragher (en) | 2              | 14             | 2              | 2              | 84,3           |
| 1904 | Red Salmon (en)        | 1              | 5              | 3              | 0              | 62,5           |
| 1905 | Henry J. McGlew (en)   | 1              | 5              | 4              | 0              | 55,6           |
| 1906–07 | Thomas A. Barry (en)   | 2              | 12             | 1              | 1              | 89,3           |
| 1908 | Victor M. Place (en)   | 1              | 8              | 1              | 0              | 88,9           |
| 1909–10 | Shorty Longman (en)    | 2              | 11             | 1              | 2              | 85,7           |
| 1911–12 | Jack Marks (en)        | 2              | 13             | 0              | 2              | 93,3           |
| 1913–17 | Jesse Harper (en)      | 5              | 34             | 5              | 1              | 86,3           |
| 1918–30 | Knute Rockne           | 13             | 105            | 12             | 5              | 88,1           |
| 1931–33 | Hunk Anderson (en)     | 3              | 16             | 9              | 2              | 63             |
| 1934–40 | Elmer Layden (en)      | 7              | 47             | 13             | 3              | 77             |
| 1941–43 1946–53 | Frank Leahy (en)       | 11             | 87             | 11             | 9              | 85,5           |
| 1944 | Ed McKeever            | 1              | 8              | 2              | 0              | 80             |
| 1945, 1963 | Hugh Devore (en)       | 2              | 9              | 9              | 1              | 50             |
| 1954–58 | Terry Brennan (en)     | 5              | 32             | 18             | 0              | 64             |
| 1959–62 | Joe Kuharich (en)      | 4              | 17             | 23             | 0              | 42,5           |
| 1964–74 | Ara Parseghian         | 11             | 95             | 17             | 4              | 83,6           |
| 1975–80 | Dan Devine             | 6              | 53             | 16             | 1              | 76,4           |
| 1981–85 | Gerry Faust (en)       | 5              | 30             | 26             | 1              | 53,5           |
| 1986–96 | Lou Holtz (en)         | 11             | 100            | 30             | 2              | 76,5           |
| 1997–01 | Bob Davie (en)         | 5              | 35             | 25             | –              | 58,3           |
| 2001* | George O'Leary (en)    | 0              | 0              | 0              | –              | –              |
| 2002–04 | Tyrone Willingham      | 3              | 21             | 15             | –              | 58,3           |
| 2004† | Kent Baer (en)         | 0              | 0              | 1              | –              | 0              |
| 2005–09 | Charlie Weis           | 5              | 35             | 27             | –              | 56,5           |
| 2010–2021 | Brian Kelly            | 12             | 106            | 40             | –              | 72,6           |
| 2021-présent | Marcus Freeman (en)    | Série en cours | Série en cours | Série en cours | Série en cours | Série en cours |
| Totaux | Entraîneurs            | Saisons        | Victoires      | Défaites       | Nuls           | %              |
| 1887–2021 | 32                     | 134            | 929            | 330            | 42             | 73             |
| * George O'Leary n'a dirigé aucun entraînement ni match démissionnant après 5 jours de contrat pour avoir présenté de fausses références pour se faire engager. |                        |                |                |                |                |                |
| † Kent Baer a été entraîneur intérimaire pour 1 match soit pour l'Insight Bowl 2004 après que Tyrone Willingham ait été remercié.                               |                        |                |                |                |                |                |

### Les bowls
Dernière mise à jour après la saison 2024
Notre Dame a été invitée à disputer 45 Bowls, dont 24 victoires pour 22 défaites.
Après une première participation en 1925 lors du Rose Bowl, l'Université de Notre Dame refuse d'encore participer à un bowl d'après saison régulière. Cette décision perdure pendant 45 ans
Certains écrivains comme Dan Jenkins pensent que Notre Dame aurait pu participer pendant cette période à une vingtaine de bowls supplémentaires.
Les Fightind Irish ont participé à la finale du BCS (1 défaite), au Rose Bowl (1 victoire), au Cotton Bowl Classic (5 victoires, 2 défaites), au Sugar Bowl (2 victoires, 2 défaites), au Gator Bowl (1 victoire, 2 défaites), au Liberty Bowl (1 victoire), au Aloha Bowl (1 défaite), au Fiesta Bowl (1 victoire, 4 défaites), à l'Independence Bowl (1 défaite), à l'Insight Bowl (1 défaite), à l'Hawaii Bowl (1 victoire), au Sun Bowl (1 victoire) et au Pinstripe Bowl (1 victoire).
De 1994 à la saison 2006, Notre Dame a perdu consécutivement 9 bowls. Cette série se termine à la suite de la victoire de Irish 49 à 21 lors de Hawaii Bowl de 2008. Notre Dame partagera ce mauvais record de l'histoire de la NCAA en 2011 avec les Northwestern, ceux-ci brisant leur série de 9 défaites en gagnant le Gator Bowl de 2013.
Actuellement, le Fighting Irish présente des fiches négatives de 0-8 en matchs de BCS/Playoff et de 0-10 lors de leurs 10 derniers matchs en bowls majeurs. La dernière victoire dans un bowl majeur de Notre Dame a eu lieu contre Texas A&M lors du Cotton Bowl de 1994.
| Dates            | Bowls                                   | G/P         | Adversaires                                  | Scores      |
| ---------------- | --------------------------------------- | ----------- | -------------------------------------------- | ----------- |
| 1er janvier 1925 | Rose Bowl 1925                          | G           | Cardinal de Stanford                         | 27 - 10     |
| 1er janvier 1970 | Cotton Bowl Classic 1970                | p           | no 1 Longhorns du Texas                      | 17 - 21     |
| 1er janvier 1971 | Cotton Bowl Classic 1971                | G           | no 1 Longhorns du Texas                      | 24 - 11     |
| 1er janvier 1973 | Orange Bowl 1973                        | P           | no 9 Cornhuskers du Nebraska                 | 06 - 40     |
| 31 décembre 1973 | Sugar Bowl 1973                         | G           | no 1 Crimson Tide de l'Alabama               | 24 - 23     |
| 1er janvier 1975 | Orange Bowl 1975                        | G           | no 2 Crimson Tide de l'Alabama               | 13 - 11     |
| 27 décembre 1976 | Gator Bowl 1976                         | G           | no 20 Nittany Lions de Penn State            | 20 - 09     |
| 2 janvier 1978   | Cotton Bowl Classic 1978                | G           | no 1 Longhorns du Texas                      | 38 - 10     |
| 1er janvier 1979 | Cotton Bowl Classic 1979                | G           | Cougars de Houston                           | 35 - 34     |
| 1er janvier 1981 | Sugar Bowl 1981                         | P           | no 1 Bulldogs de la Géorgie                  | 10 - 17     |
| 29 décembre 1983 | Liberty Bowl 1983                       | G           | Eagles de Boston College                     | 19 - 18     |
| 29 décembre 1984 | Aloha Bowl 1984                         | P           | no 10 Mustangs de SMU                        | 20 - 27     |
| 1er janvier 1988 | Cotton Bowl Classic 1988                | P           | Aggies de Texas A&M                          | 10 - 35     |
| 2 janvier 1989   | Fiesta Bowl 1989                        | G           | no 3 Mountaineers de la Virginie-Occidentale | 34 - 21     |
| 1er janvier 1990 | Orange Bowl 1990                        | G           | Buffaloes du Colorado                        | 21 - 06     |
| 1er janvier 1991 | Orange Bowl 1991                        | P           | no 1 Buffaloes du Colorado                   | 09 - 10     |
| 1er janvier 1992 | Sugar Bowl 1992                         | G           | no 3 Gators de la Floride                    | 39 - 28     |
| 1er janvier 1993 | Cotton Bowl Classic 1993                | G           | no 3 Aggies de Texas A&M                     | 28 - 03     |
| 1er janvier 1994 | Cotton Bowl Classic 1994                | G           | no 6 Aggies de Texas A&M                     | 24 - 21     |
| 2 janvier 1995   | Fiesta Bowl 1995                        | P           | no 5 Buffaloes du Colorado                   | 24 - 41     |
| 1er janvier 1996 | Orange Bowl 1996                        | P           | no 8 Seminoles de Florida State              | 26 - 31     |
| 28 décembre 1997 | Independence Bowl 1997                  | P           | no 15 Tigers de LSU                          | 09 - 27     |
| 1er janvier 1999 | Gator Bowl 1999                         | P           | no 12 Yellow Jackets de Georgia Tech         | 28 - 35     |
| 1er janvier 2001 | Fiesta Bowl 2001                        | P           | no 5 Beavers d'Oregon State                  | 09 - 41     |
| 1er janvier 2003 | Gator Bowl 2003                         | P           | no 17 Wolfpack de North Carolina State       | 06 - 28     |
| 28 décembre 2004 | Insight Bowl 2004                       | P           | Beavers d'Oregon State                       | 21 - 38     |
| 2 janvier 2006   | Fiesta Bowl 2006                        | P           | no 4 Buckeyes d'Ohio State                   | 20 - 34     |
| 3 janvier 2007   | Sugar Bowl 2007                         | P           | no 4 Tigers de LSU                           | 14 - 41     |
| 24 décembre 2008 | Hawaii Bowl 2008                        | G           | Rainbow Warriors d'Hawaï                     | 49 - 21     |
| 31 décembre 2010 | Sun Bowl 2010                           | G           | Hurricanes de Miami                          | 33 - 17     |
| 29 décembre 2011 | Champs Sports Bowl 2011                 | P           | no 25 Seminoles de Florida State             | 14 - 18     |
| 7 janvier 2013   | BCS National Championship Game 2013     | P           | no 2 Crimson Tide de l'Alabama               | 14 - 42     |
| 28 décembre 2013 | Pinstripe Bowl 2013                     | G           | Scarlet Knights de Rutgers                   | 29 - 16     |
| 30 décembre 2014 | Music City Bowl 2014                    | G           | no 23 Tigers de LSU                          | 31 - 28     |
| 1er janvier 2016 | Fiesta Bowl 2016                        | P           | no 7 Buckeyes d'Ohio State                   | 28 - 44     |
| 1er janvier 2018 | Citrus Bowl 2018                        | G           | no 17 Tigers de LSU                          | 21 - 17     |
| 29 décembre 2018 | Cotton Bowl Classic (½ finale du CFP)   | P           | no 2 Tigers de Clemson                       | 03 - 30     |
| 28 décembre 2019 | Camping World Bowl 2019                 | G           | Cyclones d'Iowa State                        | 33 - 09     |
| 1er janvier 2021 | Rose Bowl 2021 (½ finale du CFP)        | P           | no 1 Crimson Tide de l'Alabama               | 14 - 31     |
| 1er janvier 2022 | Fiesta Bowl 2022                        | P           | no 9 Cowboys d'Oklahoma State                | 36 - 27     |
| 30 décembre 2022 | Gator Bowl 2022                         | G           | no 9 Gamecocks de la Caroline du Sud         | 45 - 38     |
| 29 décembre 2023 | Sun Bowl 2023                           | G           | no 19 Beavers d'Oregon State                 | 40 - 08     |
| 2 janvier 2025   | Sugar Bowl 2025 (¼ finale du CFP)       | G           | no 2 Bulldogs de la Géorgie                  | 23 - 10     |
| 9 janvier 2025   | Orange Bowl 2025 (½ finale du CFP)      | G           | no 4 Nittany Lions de Penn State             | 27 - 24     |
| 20 janvier 2025  | College Football Championship Game 2025 | P           | no 6 Buckeyes d'Ohio State                   | 23 - 34     |
| Totaux :         | 45 bowls                                | 24 G – 22 P |                                              | 960 - 1 070 |

## Shamrock Series
Depuis 2009, Notre Dame joue chaque année hors de son campus, un match considéré "à domicile". Ces matchs sont dénommés les Shamrock Series que l'on peut traduire en Séries du Trèfle).
La série a pour but de promouvoir la marque athlétique et l'université de Notre Dame. L'équipe a déjà évolué à San Antonio, à New York, Washington, à Chicago, à Indianapolis et à Fort Worth (Dallas).
Avant la saison 2012, le directeur sportif de Notre Dame (Jack Swarbrick) déclare lors d'une conférence de presse l'intention de continuer les séries au-delà de 2016. Il confirme également que New York serait probablement une ville accueillant régulièrement l'événement.
Un des aspects unique des Shamrock Series, est qu'ils incluent d'autres événements dans la ville sélectionnée, événements répartis tout au long de la journée jusqu'aux heures précédant le match de football américain
,,,.
| Dates             | Adversaires                                  | Classements ND                               | Lieux                                        | Résultats                                    | Assistances                                  |
| ----------------- | -------------------------------------------- | -------------------------------------------- | -------------------------------------------- | -------------------------------------------- | -------------------------------------------- |
| 31 octobre 2009   | Cougars de Washington State                  | 25e                                          | Alamodome • San Antonio, Texas               | G, 40 – 14                                   | 53 407                                       |
| 20 novembre 2010  | Black Knights de l'Army                      |                                              | Yankee Stadium • Bronx, New York             | G, 27 –03                                    | 54 251                                       |
| 12 novembre 2011  | Terrapins du Maryland                        |                                              | FedExField • Landover, Maryland              | G, 45 – 21                                   | 70 251                                       |
| 6 octobre 2012    | Hurricanes de Miami                          | 10e                                          | Soldier Field • Chicago, Illinois            | G, 41 –03                                    | 62 871                                       |
| 5 octobre 2013    | 22e Sun Devils d'Arizona State               |                                              | AT&T Stadium • Arlington, Texas              | G, 37 – 34                                   | 66 690                                       |
| 13 septembre 2014 | Boilermakers de Purdue                       | 11e                                          | Lucas Oil Stadium • Indianapolis, Indiana    | G, 30 – 14                                   | 56 832                                       |
| 21 novembre 2015  | Eagles de Boston College                     | 5e                                           | Fenway Park • Boston, Massachusetts          | G, 19 – 16                                   | 38 686                                       |
| 12 novembre 2016  | Black Knights de l'Army                      |                                              | Alamodome • San Antonio, Texas               | G, 44 –06                                    | 45 762                                       |
| 17 novembre 2018  | 12e Orange de Syracuse                       | 3e                                           | Yankee Stadium • Bronx, New York             | G, 36 –03                                    | 48 104                                       |
| 3 octobre 2020    | Annulé à la suite de la pandémie de Covid-19 | Annulé à la suite de la pandémie de Covid-19 | Annulé à la suite de la pandémie de Covid-19 | Annulé à la suite de la pandémie de Covid-19 | Annulé à la suite de la pandémie de Covid-19 |
| 25 septembre 2021 | 18e Badgers du Wisconsin                     | 12e                                          | Soldier Field • Chicago, Illinois            | G, 41 –013                                   | 59 571                                       |
| 8 octobre 2022    | Cougars de BYU                               | -                                            | Allegiant Stadium • Paradise, Nevada         | G, 28 –020                                   | 62 742                                       |
| 23 novembre 2024  | Black Knights de l'Army                      | 19e                                          | Yankee Stadium • Bronx, New York             | G, 49 –014                                   | 47 342                                       |
| 5 septembre 2026  | Badgers du Wisconsin                         |                                              | Lambeau Field • Green Bay, Wisconsin         | –                                            |                                              |

Note : Le classement de Notre Dame est celui donné par l'AP AVANT le match.

## Joueurs et entraîneurs
Le lien suivant permet de consulter les meilleures statistiques individuelles de l'histoire des Fightng Irish (en).

### Les trophées Heisman
Dernière mise à jour après la saison 2023
Sept joueurs de Notre Dame ont gagné le Trophée Heisman. L'équipe est celle en ayant gagné le plus grand nombre puisque Ohio State en a gagné 7 par 6 joueurs différents, USC en a gagné 6 (le trophée 2006 gagné par Reggie Bush lui a été retiré par la NCAA à la suite d'infractions commises par l'Université de Caroline du Sud).
| Années | Noms                | Postes |
| ------ | ------------------- | ------ |
| 1943   | Angelo Bertelli     | QB     |
| 1947   | Johnny Lujack (en)  | QB     |
| 1949   | Leon Hart           | TE     |
| 1953   | Johnny Lattner (en) | RB     |
| 1956   | Paul Hornung        | OB     |
| 1964   | John Huarte (en)    | QB     |
| 1987   | Tim Brown           | WR     |

Places obtenues par les joueurs de Notre Dame lors de l'élection du Trophée Heisman :
| - 1938 – Whitney Beinor, 9e - 1943 – Angelo Bertelli, 1er, Creighton Miller, 4e, Jim White, 9e - 1944 – Bob Kelly (en), 6e - 1945 – Frank Dancewicz, 6e - 1947 – Johnny Lujack (en), 1er - 1949 – Leon Hart, 1er, Bob Williams (en), 5e, Emil Sitko (en), 8e - 1950 – Bob Williams (en), 6e - 1953 – Johnny Lattner (en), 1er - 1954 – Ralph Guglielmi (en), 4e - 1956 – Paul Hornung, 1er - 1958 – Nick Pietrosante (en), 10e - 1959 – Monty Stickles (en), 9e - 1964 – John Huarte (en), 1er, Jack Snow (en), 5e - 1965 – Bill Wolski, 11e - 1966 – Nick Eddy (en), 3e, Terry Hanratty, 6e - 1967 – Terry Hanratty, 9e - 1968 – Terry Hanratty, 3e | - 1969 – Mike McCoy (en), 6e - 1970 – Joe Theismann, 2e - 1971 – Walt Patulski, 9e - 1974 – Tom Clements, 4e - 1975 – Steve Niehaus, 12e - 1977 – Ken MacAfee (en), 3e, Ross Browner (en), 5e - 1979 – Vagas Ferguson, 5e - 1983 – Allen Pinkett (en), 16e - 1985 – Allen Pinkett (en), 8e - 1987 – Tim Brown, 1er - 1989 – Tony Rice (en), 4e, Raghib Ismail (en), 10e à égalité - 1990 – Raghib Ismail (en), 2e - 1992 – Reggie Brooks (en), 5e - 2005 – Brady Quinn, 4e - 2006 – Brady Quinn, 3e - 2009 – Golden Tate, 10e. - 2012 – Manti Te'o, 2e - 2020 – Ian Book, 9e |

### Autres trophées nationaux
Dernière mise à jour après la saison 2023
| - Maxwell Award Leon Hart – 1949 Johnny Lattner (en) – 1952, 1953 Jim Lynch – 1966 Ross Browner (en) – 1977 Brady Quinn – 2006 Manti Te'o – 2012 - Walter Camp Award Ken MacAfee (en) – 1977 Tim Brown – 1987 Raghib Ismail (en) – 1990 Manti Te'o – 2012 - Johnny Unitas Golden Arm Award Tony Rice – 1989 Brady Quinn – 2006 - Sammy Baugh Trophy Terry Hanratty – 1967 Brady Quinn – 2005 - Fred Biletnikoff Award Golden Tate – 2009 - John Mackey Award Tyler Eifert – 2012 - Dick Butkus Award Manti Te'o – 2012, Jaylon Smith – 2015 Jeremiah Owusu-Koramoah – 2020 - Chuck Bednarik Award Manti Te'o – 2012 - Lombardi Award Walt Patulski – 1971 Ross Browner (en) – 1977 Chris Zorich (en) – 1990 Aaron Taylor (en) – 1993 Manti Te'o – 2012 | - Lott IMPACT Trophy Manti Te'o – 2012 - Bronko Nagurski Trophy Manti Te'o – 2012 Xavier Watts (en) – 2023 - Outland Trophy George Connor – 1946 Bill Fischer (en) – 1948 Ross Browner (en) – 1976 - Meilleur joueur américain par AT&T ESPN Brady Quinn – 2006 - The Jim Parker Trophy Aaron Taylor (en) – 1993 - The Jack Tatum Trophy Bobby Taylor (en) – 1994 - Chic Harley Award Paul Hornung – 1956 - The Kellen Moore Award Rick Mirer (en) – 1992 - Polynesian Player of the Year Award Ronnie Stanley – 2015 - Ozzie Newsome Award Tyler Eifert – 2011 - Wuerffel Trophy Drue Tranquill - 2018 |

### Les trophées des entraîneurs
Dernière mise à jour après la saison 2024
| - Paul Bear Bryant Award Ara Parseghian – 1964 Lou Holtz (en) – 1988 Marcus Freeman (en) – 2024 - Eddie Robinson Coach of the Year Award Ara Parseghian – 1964 Lou Holtz (en) – 1988 Charlie Weis – 2005 Brian Kelly – 2012 - The Home Depot Coach of the Year Award Tyrone Willingham (en) – 2002 Brian Kelly – 2012, 2018 - Walter Camp Coach of the Year Award Brian Kelly – 2012 | - Liberty Mutual Coach of the Year Award Brian Kelly – 2012 - Associated Press Coach of the Year Award Brian Kelly – 2012 - Sporting News College Football Coach of the Year Ara Parseghian – 1966 Lou Holtz (en) – 1988 Brian Kelly – 2012 - George Munger Award Tyrone Willingham (en) – 2002 Marcus Freeman (en) – 2024 - The Woody Hayes Trophy Lou Holtz (en) – 1988 - Broyles Award Bob Diaco (en) – 2012 Al Golden (en) – 2024 |

### Le Hall of Fame universitaire
Dernière mise à jour après la saison 2024
50 anciens joueurs de Notre Dame et 6 entraîneurs ont été intronisés au College Football Hall of Fame, situé à Atlanta, Géorgie.
Notre Dame détient le plus grand nombre de joueurs intronisés.
| Noms                        | Postes        | Années d'intronisation |
| --------------------------- | ------------- | ---------------------- |
| Hunk Anderson (en)          | Guard         | 1974                   |
| Angelo Bertelli             | Quarterback   | 1972                   |
| Tim Brown                   | Wide Receiver | 2009                   |
| Ross Browner (en)           | Defensive End | 1999                   |
| Jack Cannon (en)            | Guard         | 1965                   |
| Frank Carideo (en)          | Quarterback   | 1954                   |
| Dave Casper (en)            | Tight End     | 2012                   |
| George Connor               | Tackle        | 1963                   |
| Bob Crable (en)             | Linebacker    | 2017                   |
| Jim Crowley (en)            | Halfback      | 1966                   |
| Zygmont Czarobski (en)      | Tackle        | 1977                   |
| Dan Devine                  | Coach         | 1985                   |
| Bob Dove (en)               | End           | 2000                   |
| Ray Eichenlaub (en)         | Fullback      | 1972                   |
| Bill Fischer (en)           | Tackle/Guard  | 1983                   |
| Tom Gatewood (en)           | End           | 2015                   |
| George Gipp (en)            | Halfback      | 1951                   |
| Jerry Groom (en)            | Center        | 1994                   |
| Ralph Guglielmi (en)        | Quarterback   | 2001                   |
| Jesse Harper (en)           | Coach         | 1994                   |
| Leon Hart                   | End           | 1973                   |
| Frank "Nordy" Hoffman (en)  | Guard         | 1978                   |
| Lou Holtz (en)              | Coach         | 2008                   |
| Paul Hornung                | Quarterback   | 1985                   |
| John Huarte (en)            | Quarterback   | 2005                   |
| Raghib "Rocket" Ismail (en) | KR/WR         | 2019                   |

| Noms                      | Postes            | Années d'intronisation |
| ------------------------- | ----------------- | ---------------------- |
| Johnny Lattner (en)       | Halfback          | 1979                   |
| Elmer Layden (en)         | Fullback          | 1951                   |
| Frank Leahy (en)          | Coach             | 1970                   |
| Johnny Lujack (en)        | Quarterback       | 1960                   |
| Jim Lynch                 | Linebacker        | 1992                   |
| Ken MacAfee (en)          | Tight End         | 1997                   |
| Jim Martin (en)           | End/Tackle        | 1995                   |
| Bert Metzger (en)         | Guard             | 1982                   |
| Creighton Miller          | Halfback          | 1976                   |
| Don Miller (en)           | Halfback          | 1970                   |
| Edgar Miller (en)         | Tackle            | 1966                   |
| Fred Miller (en)          | Tackle            | 1985                   |
| Wayne Millner (en)        | End               | 1990                   |
| Alan Page                 | Defensive End     | 1993                   |
| Ara Parseghian            | Coach             | 1980                   |
| Knute Rockne              | Coach             | 1951                   |
| Louis Salmon (en)         | Fullback          | 1971                   |
| Marchy Schwartz (en)      | Halfback          | 1974                   |
| Bill Shakespeare (en)     | Halfback          | 1983                   |
| "Red" Sitko (en)          | Halfback/Fullback | 1984                   |
| John "Clipper" Smith (en) | Guard             | 1975                   |
| Linebacker                | 2023              |                        |
| Harry Stuhldreher (en)    | Quarterback       | 1958                   |
| Joe Theismann             | Quarterback       | 2003                   |
| Aaron Taylor (en)         | Tackle            | 2021                   |
| Adam Walsh (en)           | Center            | 1968                   |
| Bob Williams (en)         | Quarterback       | 1988                   |
| Tommy Yarr (en)           | Center            | 1987                   |
| Chris Zorich (en)         | Defensive Tackle  | 2007                   |

## Les maillots

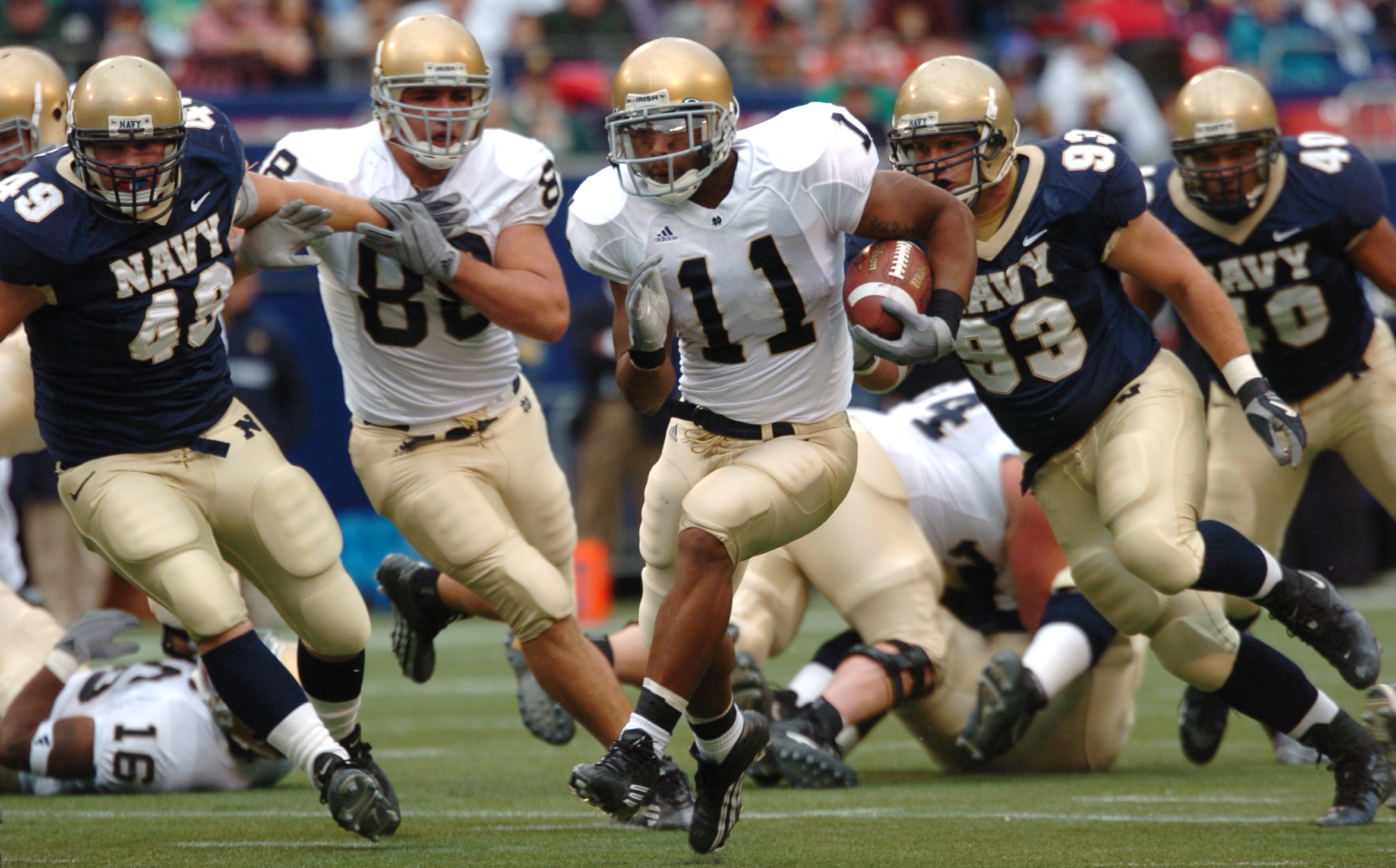
Notre Dame contre la Navy

Le maillot à domicile de Notre Dame est de couleur bleu marine avec des numéros blancs, liserés or et un logo de ND apposé sur chaque manche. Celui en déplacement est blanc avec les numéros en couleur bleu marine, liserés or et toujours un logo de ND sur chaque manche.
Ces dernières années, les maillots ne mentionnaient plus au dos le nom des joueurs alors qu'il apparaissaient lors des mandats des entraîneurs Dan Devine et Gerry Faust. Les joueurs porteront également des maillots avec leurs noms lors du Hawaii Bowl de 2008.
Les pantalons sont de couleur or avec le petit logo de ND sous le niveau de la hanche gauche qu'ils soient portés à domicile ou à l'extérieur.
Les casques sont de couleur or et les facemasks(en) (grilles de protection) sont gris. Ces casques sont emblématique de l'université et sont dénommés Domes en Or (en anglais : Golden Dome).

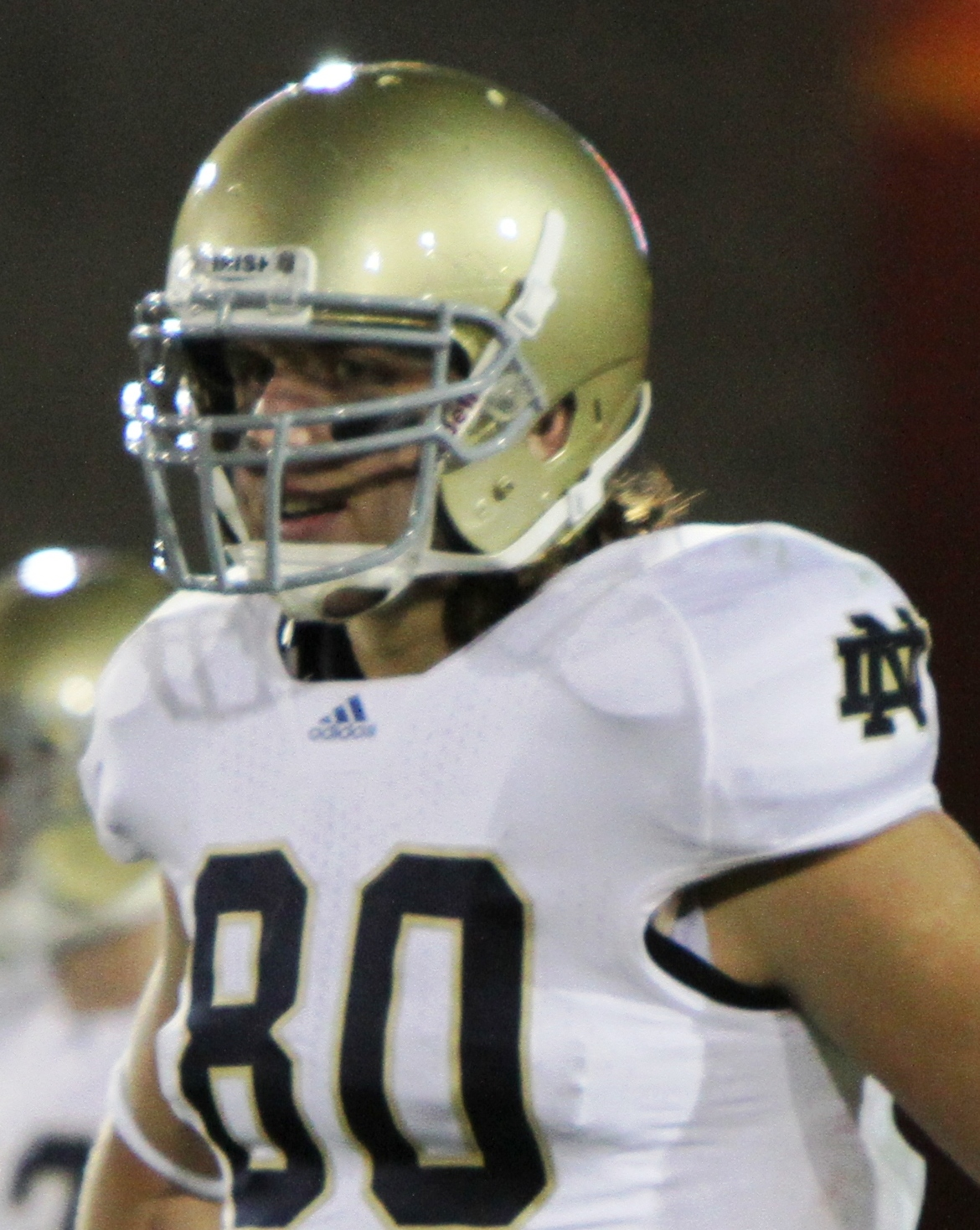
L'ancien tight-end Tyler Eifert.

La tradition qui était de faire colorier à la bombe de peinture, avant le match, les casques des joueurs par les responsables de l'équipement de l'université est abandonnée en 2011 lorsque ce personnel, en accord avec le directeur sportif Jack Swarbricket l'entraîneur Brian Kelly, délèguent ce travail à la société Hydro Graphics Inc.
Certaines saisons, Notre Dame a parfois porté des équipements à domicile de couleur verts au lieu du bleu marine. Actuellement, ces maillots ne sont plus portés que lors d'occasions spéciales.Lors des échauffements, ce sont les maillots bleu qui sont portés, les verts n'étant portés qu'au retour des vestiaires pour le match en lui-même. Cette tradition a été mise en place par Dan Devine en 1977 avant le match contre USC.
Notre Dame a parfois changé de maillots à la mi-temps comme en 1985 lors du match contre USC et lors de la défaite contre Iowa en 1939 même si à cette occasion, le changement de maillot avait été effectué pour éviter de confondre les maillots trop ressemblants des deux équipes. Ce maillot est donc à couleur dominante vert irlandais, les chiffres étant de couleur or avec liserés blancs.

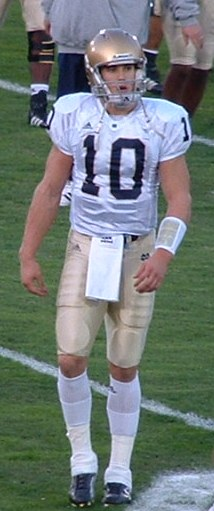
L'ancien quarterback Brady Quinn portant le maillot extérieur actuel

Après le match contre l'Army en 2006, l'entraîneur Charlie Weis déchire les maillots verts pour remercier ses joueurs d'avoir mis fin à une série de défaites subies en portant les maillots de cette couleur. Notre Dame joue à nouveau avec les maillots verts en 2007 contre USC pour célébrer les 30 ans du titre de champion national de 1977.
Notre Dame n'a porté qu'à une seule reprise une variante de maillots à savoir un maillot blanc avec chiffres verts. C'était lors du Sugar Bowl de 1999.
La société Champion a fourni pendant 50 ans les maillots de l'université de Notre Dame jusqu'à ce que cette société devienne Adidas en 2001. Le 1er juillet 2014, le département sportif de Notre Dame change d'équipementier. C'est la société Under Armour qui fournit depuis les chaussures et les uniformes de Notre Dame.
Pendant le mandat de Gerry Faust (de 1981 à 1985), le bleu royal remplacera le bleu marine et les maillots porteront des rayures or et blanches sur les manches. Le bleu marine revient en 1984.
Aucun numéro n'a été retiré chez les Fighting Irish. Dès qu'un numéro a été porté par quelques joueurs ayant obtenu une certaine notoriété, une fiche (qui est remise à chaque joueur de l'actif) est créée qui liste les plus célèbres joueurs qui y sont attachés :
- Le no 3 est certainement le numéro le plus célèbre de l'histoire des Irish. Il fut, entre autres, porté par Ralph Guglielmi (en), George Izo (en), Daryle Lamonica (en), Coley O'Brien (en), Joe Montana, Michael Floyd, Rick Mirer (en) et Ron Powlus (en)[163].
- Le no 5 est également très connu puisque porté par un des Four Horsemen (Elmer Layden (en)), par un gagnant du Trophée Heisman (Paul Hornung) et un quarterback champion national (Terry Hanratty)[163].
- Le no 7 a aussi été porté par de grands joueurs dont le vainqueur 1964 du Trophée Heisman John Huarte (en), par Joe Theismann second au Trophée Heisman 1970, par Steve Beuerlein, Jimmy Clausen et Jarious Jackson (en)[163].

En 2011, lors de la rencontre opposant en saison régulière, Michigan et Notre Dame, les deux équipes portent des uniformes d'époque. Pour les Shamroch Series, Notre Dame et ses adversaires ont déclaré qu'ils porteraient des équipements spécialement dessinés pour l'événement (casques, maillots et pantalons).

## Les infrastructures

### Le Notre Dame Stadium

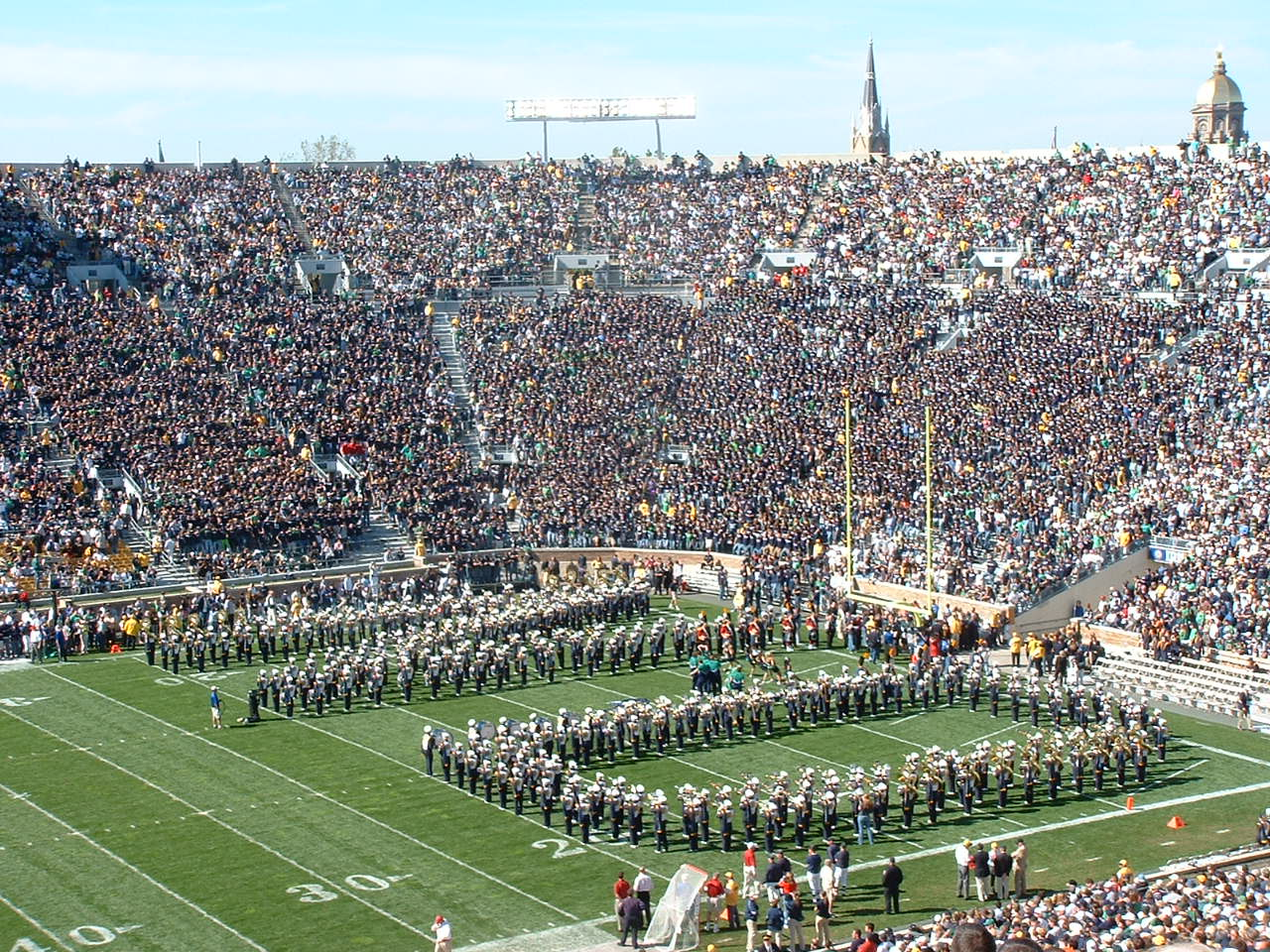
Notre Dame Stadium un jour de match, avec la fanfare

Notre Dame Stadium est la maison de l'équipe de football américain de l'Université de Notre dame.
Situé au sud-ouest du campus de l'université dans l'Indiana et avec une capacité de 77 622 places assises, il est l'un des lieux les plus renommés du football universitaire. Le Sporting News le classe no 2 dans sa liste des cathédrales du football universitaire.
Sans écran géant et avec juste deux modestes marquoires, le stade fait ressentir aux spectateurs une expérience plus traditionnelle. Il est utilisé pour toutes les activités liées au football américain ainsi que les activités d'avant-matchs depuis 2010. Il ne possédait pas d'éclairage permanent avant les rénovations de 1997. La société NBC, retransmettant tous les matchs de Notre Dame depuis 1991, a payé les frais d'éclairage du stade. Le 12 avril 2014, durant l'annuel match d'avant saison (le Blue-Gold Spring Game(en)), la direction annonce que la pelouse naturelle sera remplacée par une surface synthétique (en anglais : FieldTurf) pour la première semaine de la saison 2014.
En novembre 2014, l'université de Notre Dame commence des travaux d'expansion du stade pour un montant de 400 millions de dollars (projet appelé le Crossroads Campus Project(en)). Des bâtiments sont ajoutés aux côtés ouest, est et sud du stade. La capacité du stade est augmentée de 3 à 4 000 places assises. Ces travaux sont terminés en janvier 2018.

### Le Cartier Field
Le Cartier Field était le stade originel des Fighting Irish. En 1930, il est remplacé par le Notre Dame Stadium à la suite du gain en popularité du football américain à Notre Dame. Certains services portent encore actuellement le nom de Cartie Field. La plupart des entraînements de l'équipe avaient lieu dans le stade.

### Le Guglielmino Athletics Complex
Connu par les fans comme le Gug (prononcer le Goog), le Guglielmino Athletics Complex est le tout nouveau complex sportif de Notre Dame. Il abrite les bureaux des membres du staff de l'équipe football américain, une nouvelle salle de musculation et de nouveaux vestiaires. Le Gug est utilisé par tous les athlètes Notre Dame. Le complexe a été subventionné par Don F. Guglielmino et sa famille.

## Les rivalités
Notre Dame possède sept rivaux universitaires. Même si elle a le statut d'équipe indépendante, Notre Dame joue un calendrier plus national que les autres indépendants. Qui plus est, elle a des adversaires récurrents.
USC, Michigan, Michigan State, Pittsburgh, et la Navy sont les plus anciennes équipes rivales de Notre Dame.
| Type                                                                                      | Dénomonation                        | Universités    | Début | V   | D  | N | Trophée            |
| ----------------------------------------------------------------------------------------- | ----------------------------------- | -------------- | ----- | --- | -- | - | ------------------ |
| Actuelles                                                                                 | Battle for the Jeweled Shillelagh   | USC            | 1926  | 52  | 38 | 5 | Jeweled Shillelagh |
| Actuelles                                                                                 | Battle for the Rip Miller Trophy    | Navy           | 1927  | 81  | 13 | 1 | Rip Miller Trophy  |
| Actuelles                                                                                 | Rivalité Notre Dame-Stanford        | Stanford       | 1925  | 24  | 14 | 0 | Legends Trophy     |
| Anciennes                                                                                 | Battle for the Megaphone            | Michigan State | 1897  | 49  | 29 | 1 | Megaphone Trophy   |
| Anciennes                                                                                 | Battle for the Shillelagh Trophy    | Purdue         | 1896  | 60  | 26 | 2 | Shillelagh Trophy  |
| Traditionnelles                                                                           | Holy War                            | Boston College | 1975  | 18  | 9  | 0 | Ireland Trophy     |
| Traditionnelles                                                                           | Rivalité Michigan-Notre Dame        | Michigan       | 1887  | 18  | 25 | 1 | -                  |
| Traditionnelles                                                                           | Rivalité Army-Notre Dame            | Army           | 1913  | 40  | 8  | 4 | -                  |
| Traditionnelles                                                                           | Rivalité Notre Dame-Pittsburgh (en) | Pittsburgh     | 1909  | 51  | 21 | 1 | -                  |
| Adv. Fréquents                                                                            |                                     | Air Force      | 1964  | 24  | 6  | 0 | -                  |
| Adv. Fréquents                                                                            |                                     | Florida State  | 1981  | 6   | 6  | 0 | -                  |
| Adv. Fréquents                                                                            |                                     | Georgia Tech   | 1922  | 31  | 6  | 1 | -                  |
| Adv. Fréquents                                                                            |                                     | Miami          | 1955  | 187 | 8  | 1 | -                  |
| Adv. Fréquents                                                                            |                                     | Nebraska       | 1915  | 7   | 8  | 1 | -                  |
| Adv. Fréquents                                                                            |                                     | North Carolina | 1949  | 21  | 2  | 0 | -                  |
| Adv. Fréquents                                                                            |                                     | Northwestern   | 1889  | 38  | 9  | 2 | -                  |
| Adv. Fréquents                                                                            |                                     | Penn State     | 1913  | 10  | 9  | 1 | -                  |
| Note : Dernière mise à jour après la saison 2024 selon le site de statistiques Winsipedia |                                     |                |       |     |    |   |                    |

### USC

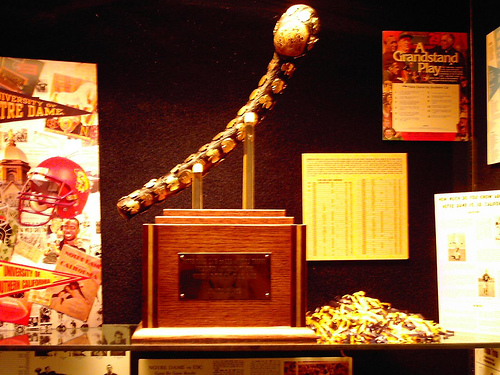
Le premier Jeweled Shillelagh, décerné lors du match USC- Notre Dame.

Les Trojans de l'USC sont les plus importants rivaux de Notre dame. Cette rivalité a décidé de plusieurs titres nationaux, de plusieurs Trophées Heisman ou de joueurs All-American que n'importe quelle autre rivalité. Elle est considérée comme la plus importante du niveau universitaire et est souvent appelée la plus grande rivalité non décidée en fonction des conférences, des affiliations ou de la situation géographie.
Hormis durant le seconde guerre mondiale, ces équipes se sont rencontrées chaque année depuis 1926.

### Navy
La Rivalité Navy-Notre Dame, surnommée Battle for the Rip Miller Trophy, a été jouée chaque année de 1927 à 2019, ce qui en fait la plus longue rivalité intersectionnelle ininterrompue, la troisième plus longue rivalité ininterrompue dans son ensemble, ainsi que la deuxième plus longue rivalité jamais interrompue du football américain universitaire de la NCAA Division I FBS. En raison de la pandémie de COVID-19, le match de 2020 a été annulé, mettant fin à ces longues séquences, même si ces deux programmes ont joué un calendrier de saison d'automne en 2020.
Après la rencontre de 2024, Notre Dame mène la série avec 81 victoires pour 13 à la Navy et 1 nul. Avant que la Navy ne remporte un match en triple prolongation 46 à 44 en 2007, Notre Dame avait une séquence de 43 victoires consécutives soit la plus longue séquence de victoires consécutives entre deux adversaires annuels de l'histoire du football américain de NCAA Division I FBS. La précédente victoire de la Navy remontait à 1963 (35-14), avec à sa tête le futur vainqueur du trophée Heisman et quarterback de la NFL Roger Staubach. La série de victoire de Notre Dame s'est terminée en 2007. Depuis lors, la Navy a gagné en 2007, 2009, 2010 et 2016, dernière victoire en date.
Depuis 2011, le trophée Rip Miller est remis au vainqueur du match. Il fait référence à Edgar "Rip" Miller (en), ayant joué à Notre Dame (1922-1924) avant d'entraîner (1931-1947) et devenir administrateur (1948–1974) à la Navy.

### Michigan
La rivalité avec Michigan est considérée comme la première et plus ancienne de Notre Dame. La première rencontre a lieu en 1887 et c'est d'ailleurs le premier match officiel des Fighting Irish. Ensuite les équipes ne se rencontrent plus pendant de nombreuses années mais depuis 1978, les matchs redeviennent plus réguliers. Le dernier match s'est déroulé en 2019 (victoire de Michigan à domicile 45-14). Michigan mène les statistiques avec 25 victoires, 17 défaites et 1 nul. Il est à souligner que sur les 25 victoires de Michigan, 6 ont été enregistrées avant 1900.
La régularité des matchs de rivalité est mise à mal depuis la saison 2014. En effet, peu avant le match de 2012, l'Associated Press annonce que l'Université de Notre Dame va rejoindre l'Atlantic Coast Conference pour la saison 2016. Cela aura comme conséquence directe de mettre fin aux matchs réguliers de football américain avec Michigan. Bien que l'équipe de football américain de Notre Dame ait conservé son statut d'indépendant, elle doit rencontrer 5 équipes de cette conférence par an ce qui ne permet plus d'insérer régulièrement un match contre Michigan. Les deux équipes se sont quand même rencontrées lors des saisons 2018 et 2019.

### Michigan State
La rivalité avec les Spartans de Michigan State était une des plus importantes pour Notre Dame, les deux équipes ayant joué chaque année pour le Trophée Megaphone entre 1959 et 2013.
Notre Dame mène les statistiques avec 47 victoires, 29 défaites et 1 nul. Le match s'étant soldé par un nul date de la saison 1966 et est dénommé comme le match du siècle en anglais : Game of the Century, un des plus grands match de football universitaire de tous les temps.
L'équipe des Spartans est la seconde équipe à avoir battu le plus souvent Notre Dame, devancée seulement par les Trojans de l'USC.
Le Trophée Megaphone a été remporté à 32 reprises par Notre Dame pour 27 fois par Michigan State (+ 1 match nul).
Michigan State remporte à domicile le Trophée Megaphone 2010 en battant les Irish 34 à 31 lors de la prolongation. Ils effectuent une feinte de field goal laquelle sera surnommée la Little Giants(en),.
En 2011, Notre Dame récupère le trophée grâce à une victoire 31 à 13, les Irish ayant mené tout au long du match. La dernière rencontre a eu lieu en 2017.

## Les traditions les jours de matchs

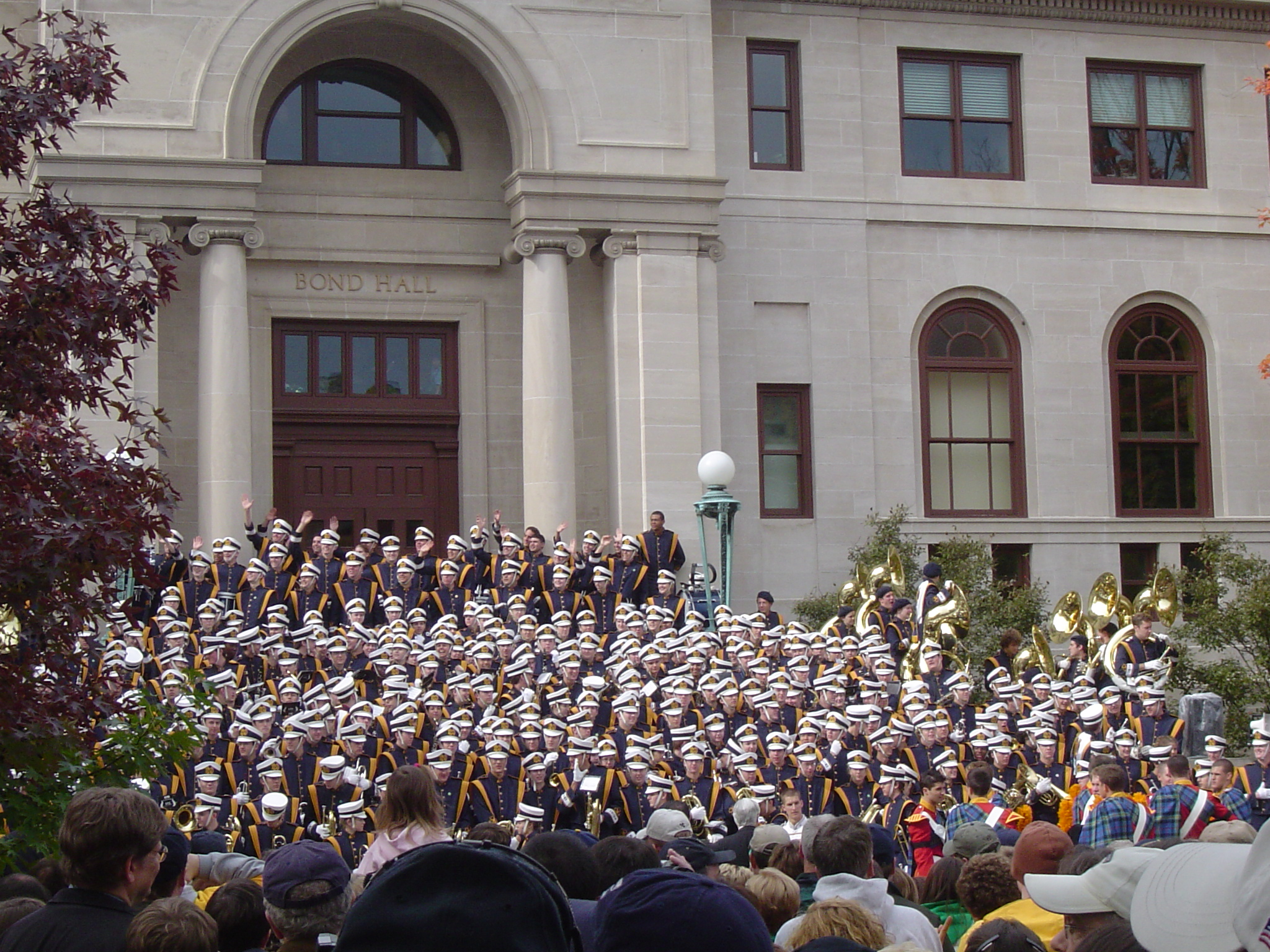
La fanfare en ouverture de match.

En raison de sa longue et riche histoire, Notre Dame possède de nombreuses traditions. Certaines d'entre elles sont :
- La tradition veut que la peinture des casques portés par les joueurs comporte 23.9 carats d'or. Ces casques sont actuellement peint par la société Hydro Graphics alors qu'auparavant la coloration était effectuée par les responsables des étudiants. Les particules d'or utilisées pour colorer les casques proviennent de l'ancien dôme de l'université lequel fut redoré en 2007. Pendant la saison 2011, cependant, une nouvelle qualité de couleur est utilisée pour peindre les casques. La nouvelle couleur or est plus réfléchissante que l'ancienne. Cette couleur or chrome a depuis subi plusieurs variations telles qu'une texture brique ou écaille de poisson[116].
- Anciennement, avant le début du match, l'équipe assistait à une messe célébrée dans la basilique du Sacré-Cœur située sur le campus. Au terme de cette messe, les supporteurs formaient une haie au milieu de laquelle l'équipe devait se déplacer pour rejoindre le stade[177]. Cependant en 2011, à la demande de l'entraîneur Brian Kelly, l'équipe change d'itinéraire, embarquant dans des bus à la sortie de la messe pour se diriger vers le Gug (surnom du complexe sportif Guglielmino situé sur le campus). C'est ensuite de cet endroit que l'équipe rejoint le stade à pied, les supporters leur faisant toujours la haie d'honneur[178]. En 2013, la messe est déplacée au vendredi soir. Cela a eu comme résultat que les joueurs le jour du match commencent leur marche depuis le Gug[179].
- En sortant des vestiaires, les joueurs tapent la main sur le célèbre panneau Play Like a Champion Today et ce depuis au moins la saison 1986, année où l'entraîneur principal Lou Holtz (en) est tombé sur une photo dans un livre sur Notre Dame avec le panneau Play Like a Champion Today. Après avoir interrogé les joueurs et constaté que personne ne se souvenait du panneau et de ce qui lui était arrivé, il en a fait peindre un nouveau et l'a placé dans une cage d'escalier située entre le vestiaire de son équipe et le tunnel menant au stade de Notre Dame[180]. Ce panneau original a été peint par Laurie Wenger à l'automne 1986[181]. Les joueurs ont pour tradition de le toucher en sortant des vestiaires. Au-dessus du panneau figure la liste des onze championnats nationaux remportés par Notre Dame. En 1991, l'université Notre Dame a accordé à Wenger les droits marketing exclusifs de cette expression. En 2004, avec le soutien de l'université, le panneau est devenu une marque déposée (Play Like a Champion Today, Inc.. Depuis lors, l'université et PLACT, Inc. concèdent conjointement des licences à des entreprises pour la production de produits co-marqués. Un panneau plus ancien avec la même devise est affiché depuis les années 1940 chez les Sooners de l'Oklahoma à l'initiative de Bud Wilkinson (en), entraîneur principal de cette équipe à l'époque. Le panneau, située au-dessus du tunnel menant au terrain dans la zone sud du stade rebaptisé Oklahoma Memorial Stadium est traditionnellement touché lors des matchs à domicile par les joueurs et entraîneurs d'Oklahoma[180]. Pour les matchs à l'extérieur, une version de voyage est affichée par le personnel d'Oklahomaafin que les joueurs puissent la toucher avant de quitter les vestiaires et se diriger vers le terrain. Lorsque leur équipe entre sur le terrain, les Sooners courent sous une bannière rouge affichant Play Like a Champion Today, flanquée de drapeaux représentant chacun les sept championnats nationaux remportés par Oklahoma.

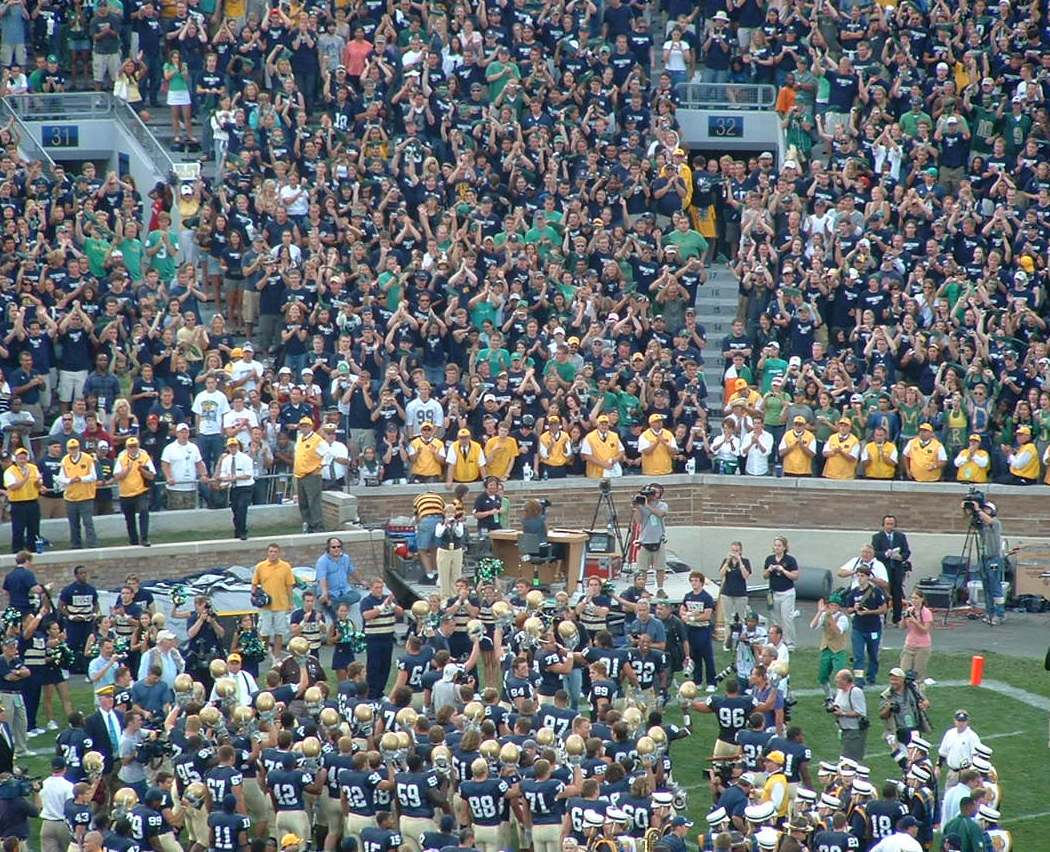
Les joueurs portant haut leurs casques en direction des étudiants après le match.

- Entre le 3e et le 4e quart-temps des matchs à domicile, la fanfare de Notre Dame joue la finale de l’Ouverture solennelle 1812 en mi bémol majeur de Tchaïkovski, pendant que les spectateurs effectuent des mouvements synchronisés des bras formant avec leurs doigts un "K" pour Kelly. ("W" pour Weis et Willingham et "L" pour Lou Holtz).
- Depuis 1961 le sergent Tim McCarthy de la Police d'état de l'Indiana lit des directives de sécurité à l'intention des spectateurs au cours du quatrième quart-temps. Lorsque le sergent McCarthy commence son annonce, la foule devient silencieuse pour écouter son message car celui-ci se termine invariablement par un jeu de mots[182] !
- À la fin de chaque match à domicile, l'équipe se regroupe face à la section du stade réservée aux étudiants de Notre Dame, et lèvent leur casque à bout de bras pour les saluer. Ils effectuent ce cérémonial après chaque match que celui-ci se soit soldé par une victoire ou une défaite[177]. Ensuite, la fanfare entame l'Alma Mater : "Notre Dame, Our Mother" en français : « Notre Dame, Notre mère ». Les personnes présentes se tiennent les mains et chantent les paroles de l'hymne.

## Les Chants

### Chant de guerre
La chanson Victory March est le chant de guerre de l'université. C'est le révérend Michael J. Shea, diplômé de Notre-Dame en 1905 et organiste de la cathédrale Saint-Patrick de New York, qui en a écrit la musique tandis que son frère, John F. Shea, diplômé de Notre-Dame en 1906 et 1908, en a écrit les paroles originales. La chanson est interprétée pour la première fois sur le campus de Notre-Dame le dimanche de Pâques 1909, dans la rotonde du Golden Dome. Les paroles sont modifiées dans les années 1920. La chanson passe pour la première fois sous le droit d'auteur de l'université Notre Dame en 1928.
| Rally sons of Notre Dame Sing her glory and sound her fame Raise her Gold and Blue And cheer with voices true : Rah, rah, for Notre Dame We will fight in every game, Strong of heart and true to her name We will ne'er forget her And will cheer her ever Loyal to Notre Dame. | Cheer, cheer for Old Notre Dame, Wake up the echoes cheering her name, Send a volley cheer on high, Shake down the thunder from the sky ! What though the odds be great or small, Old Notre Dame will win over all, While her loyal sons are marching Onward to victory ! |
| Vidéo1., Vidéo2 | |

### Alma mather
Notre Dame, Our Mother est l'alma mater de l'université Notre Dame du Lac. Le chant est adressé à Notre Dame, une référence à la fois à l'université et à sa patronne et homonyme, la Bienheureuse Vierge Marie.
Joseph Casasanta, diplômé de Notre-Dame en 1923, a composé la chanson et elle a été interprétée pour la première fois lors des funérailles de l'entraîneur Knute Rockne en 1931.
Le révérend Charles O'Donnell, président de l'université au moment de la composition, en a écrit les paroles en l'honneur de la patronne de l'université, Mary, mère de Jésus.
Outre le rôle habituel qu'une alma mater joue au sein de l'université, il fait partie de la tradition d'après-match de la fanfare de l'université dénommée Band of the Fighting Irish Son interprétation est la conclusion traditionnelle lors des rassemblements sur le campus de Notre Dame, lors des matchs de football, lors d'autres événements sportifs et lors des principaux services religieux. Lorsqu'ils chantent l'alma mater, les élèves mettent souvent leurs bras sur les épaules et se balancent pendant qu'ils chantent. Ceci est particulièrement courant à la fin des matchs de football à domicile.
| Notre Dame, Our Mother, Tender, Strong And True, Proudly In The Heavens Gleams Thy Gold And Blue. Glory’s Mantle Cloaks Thee, Golden Is Thy Fame, And Our Hearts Forever Praise Thee, Notre Dame; And Our Hearts Forever Love Thee Notre Dame. |
| Alma Mater chanté à l'issue du match contre Michigan State en 2015., Vidéo officielle. |

## Les Irish en NFL
Dernière mise à jour en fin de saison 2021 (avant draft 2022)
| Fighting Irish en NFL                            | Fighting Irish en NFL                  |
| Nombre de sélection lors de Draft NFL,           | Nombre de sélection lors de Draft NFL, |
| ------------------------------------------------ | -------------------------------------- |
| Nombre total de joueurs choisis :                | 538                                    |
| Nombre de 1er choix lors des drafts :            | 5                                      |
| Nombre de joueurs choisis au 1er tour :          | 69                                     |
| Palmarès en NFL                                  |                                        |
| Joueurs ayant atteint un Super Bowl:             | 49                                     |
| Joueurs ayant gagné un Super Bowl:               | 44                                     |
| Joueurs intronisés au Pro Football Hall of Fame: | 13                                     |

 Depuis que la NFL sélectionne des joueurs issus du football américain par le système de Draft en 1936, Notre Dame a fourni 546 joueurs aux équipes professionnelles (en fin de saison 2020).
Des 46 Super Bowls joués, seules 14 équipes victorieuses ne comptaient pas dans leur roster de joueurs issus de Notre Dame.
Il n'y eut que cinq Super Bowl disputés sans aucun joueur issu de Notre Dame dans le roster des deux équipes participantes :
- Denver contre Atlanta en 1999
- Dallas contre Buffalo en 1994
- Washington contre Denver en 1988
- Dallas contre Denver en 1978
- Baltimore contre Dallas en 1971[188].

Onze ancien joueurs de Notre Dame ont remporté plus d'un Super Bowl : Mark Bavaro, Rocky Bleier, Nick Buoniconti, Eric Dorsey, Dave Duerson, David Givens, Terry Hanratty, Bob Kuechenberg, Joe Montana, Steve Sylvester et Justin Tuck.

### Le Hall of Fame professionnel
Dernière mise à jour après la saison 2015
Treize ancien joueurs ou administratifs de Notre Dame ont été intronisés au Pro Football Hall of Fame, classant l'université 1re de tous les programmes de football,.
- 1963 : Curly Lambeau – Packers de Green Bay 1919–49
- 1963 : John McNally@ – Badgers de Milwaukee 1925–1926, Duluth Eskimos 1926–1927, Maroons de Pottsville 1928, Packers de Green Bay 1929–1933, 1935–1936, Steelers de Pittsburgh/Pirates de Pittsburgh 1934, 1937–1938
- 1964 : George Trafton (en) – Bears de Chicago 1920–32
- 1968 : Wayne Millner (en) – Boston et Redskins de Washington 1936–41, 1945
- 1975 : George Connor – Bears de Chicago 1948–55
- 1986 : Paul Hornung – Packers de Green Bay 1957–62, 1964–66
- 1988 : Alan Page – Vikings du Minnesota 1967–78, Bears de Chicago 1978–81
- 2000 : Joe Montana – 49ers de San Francisco 1979–92, Chiefs de Kansas City 1993–94
- 2001 : Nick Buoniconti – Patriots de Boston 1962–68, Dolphins de Miami 1969–74, 1976
- 2002 : Dave Casper (en) – Raiders d'Oakland 1974–80, Oilers de Houston 1980–83, Vikings du Minnesota 1983
- 2015 : Jerome Bettis – Rams de Los Angeles/Rams de St. Louis (1993–1995), Steelers de Pittsburgh (1996–2005)
- 2015 : Tim Brown – Raiders d'Oakland/Los Angeles (1988–2003), Buccaneers de Tampa Bay (2004)
- 2016 : Edward J. DeBartolo Jr. – ancien propriétaire des 49ers de San Francisco, ancien administrateur de Notre Dame, intronisé au Pro Hall of Fame en 2016 comme Contributeur ;
- 2021 : Bryant Young – 49ers de San Francisco (1994–2007).

@ = McNally gradué de St. John's (Minnesota), ayant commencé sa carrière à Notre Dame est répertorié comme membre du Pro HOF sous le nom des deux universités.

### Les joueurs évoluant en NFL
Dernière mise à jour en fin de saison 2023.
| Nom                        | Début | Poste | Équipe                        |
| -------------------------- | ----- | ----- | ----------------------------- |
| Aaron Banks                | 2021  | G     | 49ers de San Francisco        |
| Alex Bars                  | 2019  | G     | agent libre                   |
| Ian Book                   | 2021  | QB    | Chiefs de Kansas City         |
| Miles Boykin               | 2019  | WR    | Steelers de Pittsburg         |
| Chase Claypool             | 2020  | WR    | Dolphins de Miami             |
| Scott Daly                 | 2021  | LS    | Lions de Détroit              |
| Sheldon Day (en)           | 2016  | DT    | Vikings du Minnesota          |
| Liam Eichenberg            | 2021  | OT    | Dolphins de Miami             |
| Jalen Elliott              | 2020  | S     | Steelers de Pittsburgh        |
| Matthias Farley (en)       | 2016  | CB    | agent libre                   |
| Isaiah Foskey              | 2023  | DE    | Saints de La Nouvelle-Orléans |
| Will Fuller                | 2016  | WR    | agent libre                   |
| Alohi Gilman               | 2020  | S     | Chargers de Los Angeles       |
| Blake Grupe                | 2023  | K     | Saints de La Nouvelle-Orléans |
| Robert Hainsey             | 2021  | OT    | Buccaneers de Tampa Bay       |
| Kyle Hamilton              | 2022  | S     | Ravens de Baltimore           |
| Daelin Hayes               | 2021  | OLB   | agent libre                   |
| J. J. Jansen               | 2008  | LS    | Panthers de la Caroline       |
| Tony Jones Jr.             | 2020  | RB    | Cardinals de l'Arizona        |
| Brandon Joseph             | 2023  | S     | Lions de Détroit              |
| Khalid Kareem              | 2020  | DE    | agent libre                   |
| Cole Kmet                  | 2020  | TE    | Bears de Chicago              |
| Tommy Kraemer              | 2021  | G     | Saints de La Nouvelle-Orléans |
| Julian Love                | 2019  | CB    | Giants de New York            |
| Nick Martin (en)           | 2016  | C     | agent libre                   |
| Zack Martin                | 2014  | OG    | Cowboys de Dallas             |
| Michael Mayer              | 2023  | TE    | Raiders de Las Vegas          |
| Mike McGlinchey            | 2018  | OT    | Broncos de Denver             |
| Javon McKinley             | 2021  | WR    | agent libre                   |
| Sam Mustipher              | 2019  | C     | Ravens de Baltimore           |
| Quenton Nelson             | 2018  | OG    | Colts d'Indianapolis          |
| Adetokunbo Ogundeji        | 2021  | OLB   | Falcons d'Atlanta             |
| Julian Okwara (en)         | 2020  | OLB   | agent libre                   |
| Romeo Okwara (en)          | 2016  | DE    | Lions de Détroit              |
| Jeremiah Owusu-Koramoah    | 2021  | LB    | Browns de Cleveland           |
| Jarrett Patterson          | 2023  | C     | Texans de Houston             |
| Troy Pride Jr.             | 2020  | CB    | Texans de Houston             |
| Isaac Rochell              | 2017  | TE    | agent libre                   |
| Keivarae Russell (en)      | 2016  | CB    | agent libre                   |
| Ben Skowronek              | 2021  | WR    | Rams de Los Angeles           |
| Harrison Smith             | 2012  | S     | Vikings du Minnesota          |
| Jaylon Smith               | 2016  | OLB   | agent libre                   |
| Durham Smythe (en)         | 2018  | TE    | Dolphins de Miami             |
| Equanimeous St. Brown (en) | 2018  | WR    | Packers de Green Bay          |
| Ronnie Stanley             | 2016  | OT    | Ravens de Baltimore           |
| Jerry Tillery              | 2019  | DT    | Raiders de Las Vegas          |
| Drue Tranquill             | 2019  | LB    | Chiefs de Kansas City         |
| Tommy Tremble              | 2021  | TE    | Panthers de la Caroline       |
| Stephon Tuitt (en)         | 2014  | DE    | Steelers de Pittsburgh        |
| Dexter Williams            | 2019  | RB    | agent libre                   |
| Kyren Williams             | 2022  | RB    | Rams de Los Angeles           |

## Les médias
L'équipe des Fighting Irish est unique parmi les équipes sportives des États-Unis puisqu'elle est la seule équipe professionnelle ou universitaire à avoir tous ses matchs retransmis en radio au niveau national et ses matchs à domicile retransmis en télévision au niveau national.
Notre Dame quitte en 1990, l'Association du Football Universitaire (en anglais : College Football Association), un consortium qui gère les droits télévisés d'environ 64 équipes, pour pouvoir conclure un propre contrat avec la NBC.
De 1968 à 2007, le réseau de radios américaines Westwood One fut le partenaire officielle pour les Irish, retransmettant les matchs à la radio pendant 40 années consécutives.
Jusqu'au match de 2006 contre l'Air Force, Notre Dame a un record de 169 matchs retransmis au niveau national que ce soit via NBC, ABC, ESPN, ou CBS. Ce match de 2006 fut retransmis sur le réseau CSTV, un réseau télévisé de sports universitaires propriété de CBS qui avait une exclusivité avec la Mountain West Conference dont l'Air Force était membre.

### Télévision
NBC retransmet les matchs à domicile de Notre Dame depuis la saison 1991. Le contrat fut considéré comme un coup énorme pour NBC étant donné la grande popularité de Notre Dame à cette époque.
Notre Dame est la seule équipe de football américain évoluant en Division I FBS de NCAA à avoir tous ses matchs à domicile retransmis exclusivement par un seul réseau de télévision. En plus des retransmissions télévisées, NBC possède quelques sites internet décernés à Notre Dame qui procurent une couverture complète et des rediffusions intégrales de matchs, ainsi que des reportages sur l'équipe de Notre Dame. Le contrat avec la chaîne NBC a été reconduit en avril 2013 jusqu'en fin de saison 2025.

#### Actuels commentateurs
- Dan Hicks (analyste jeu par jeu) ;
- Jason Garrett (commentateur) ;
- Zora Stephenson (reporter sur la ligne de touche) ;
- Noah Eagle (analyste jeu par jeu en avant match) ;
- Todd Blackledge (commentateur en avant match) ;
- Kathryn Tappen (reporter en bord de terrain en avant match) ;
- Ahmed Fareed (reporter en bord de terrain en avant match).

### Radio
Les droits en radio des Fighting Irish sont actuellement détenus depuis 2008 par la société IMG Sports laquelle a conclu un contrat de 10 ans avec l'université.
Ce nouveau contrat remplace celui précédemment signé avec la société Westwood One ayant retransmis en radio les matchs de Notre Dame au niveau national pendant 40 années consécutives. Cette société avait elle-même pris la relève de la Mutual Radio Network. Notre Dame a cessé sa collaboration avec Westwood One en fin de saison 2007 pour raisons financières.

#### Actuels commentateurs
- Paul Burmeister (en) (jeu par jeu) – depuis 2018
- Ryan Harris (en) (commentaires) – depuis 2018
- Jack Nolan (invité studio) – depuis 2020

#### Anciens commentateurs
- Tony Roberts (en) (jeu par jeu) – 1980–2005
- Tom Pagna (commentaires)
- Pat Haden (en)
- Ralph Guglielmi (en)
- Lindsey Nelson (en)
- Al Wester
- Don Criqui (en) (jeu par jeu) – 1974–1976, 2006–présent
- Allen Pinkett (en) (commentaires)
- Tom Hammond (en)
- Mike Mayock (en)
- Tony Dungy

## Programmes à venir
Même si le programme de football américain n'est pas membre à part entière de l'Atlantic Coast Conference, un accord a été trouvé pour que Notre Dame rencontre 5 équipe de cette conférence par saison. En retour, les autres programmes sportifs de Notre Dame participent aux compétitions de cette conférence,. Notre Dame joue habituellement 6 matchs à domicile à South Bend, 5 matchs en déplacement et un Shamrock Series se déroulant en site neutre en région métropolitaine (considéré comme match à domicile).
Le programme doit inclure :
- les rencontres contre les rivaux traditionnels (USC, Stanford, et Navy)[203]
- 5 adversaires issus de l'ACC (lorsque ND jouera 2 matchs en déplacement, cela coïncide avec un déplacement à la Navy et lorsque ND jouera 3 matchs en déplacement, cela coïncidera avec le match à domicile contre la Navy)[204],
- 1 match à domicile contre un adversaire habituel
- 1 match en déplacement contre un adversaire habituel
- 1 match à domicile contre un adversaire inhabituel
- le match des "Shamrock Series" considéré comme match à domicile mais joué dans un autre stade[205],[206].